# Die Simpsons/Episodenliste

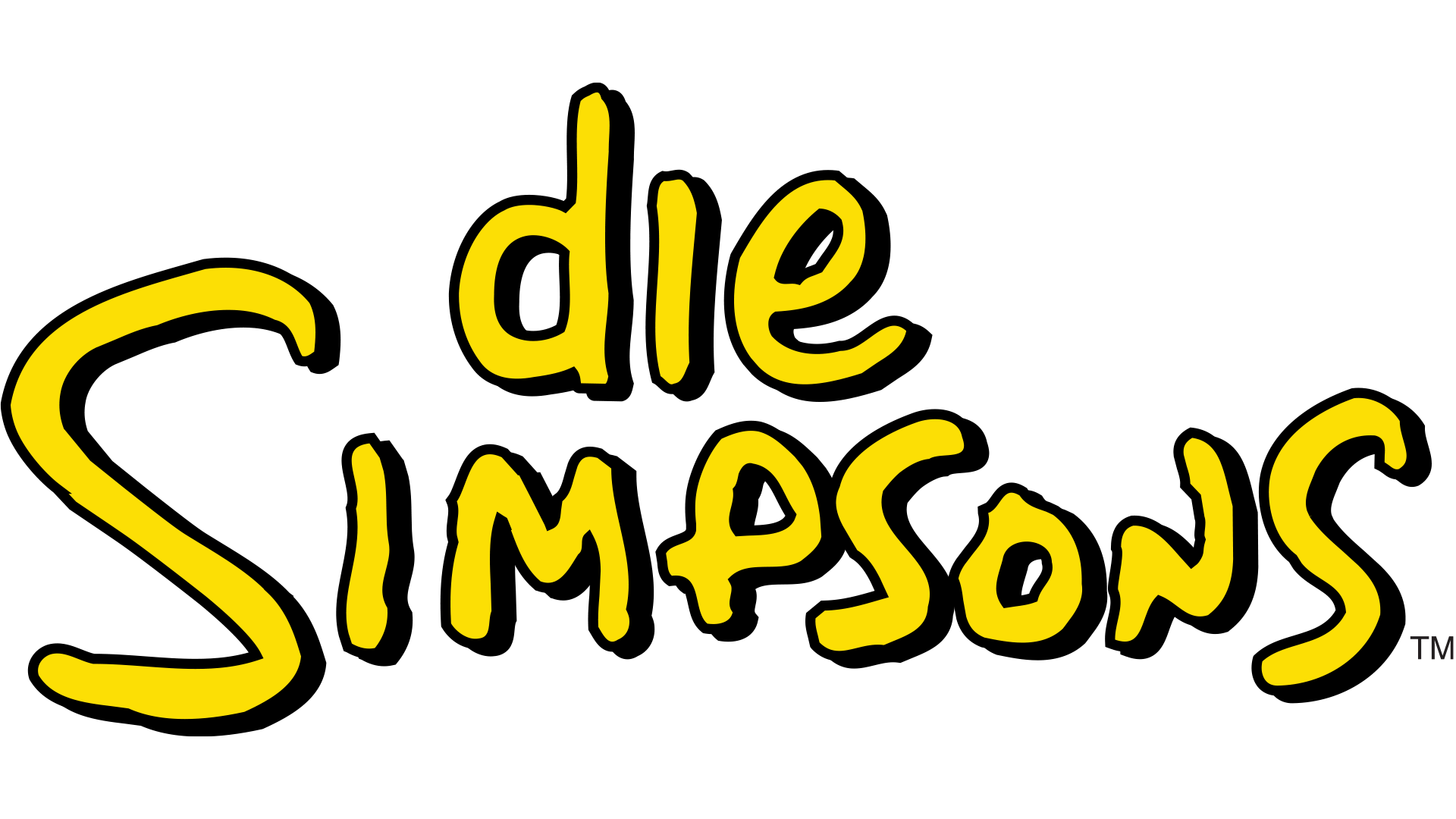
Logo zur Serie

Diese Episodenliste enthält alle Episoden der US-amerikanischen Zeichentrickserie Die Simpsons, sortiert nach der US-amerikanischen Erstausstrahlung. In mehr als 30 Jahren wurden bisher über 790 Episoden in 36 Staffeln ausgestrahlt.
Bevor die eigentliche Serie startete, wurden unter dem Titel Die Simpsons Shorts insgesamt drei Staffeln mit 48 Kurzfilmen produziert und vor und nach Werbeeinblendungen im Rahmen der Tracey Ullman Show vom 19. April 1987 bis zum 14. Mai 1989 auf dem US-amerikanischen Sender Fox ausgestrahlt. Die deutschsprachige Fassung wurde zum ersten Mal vom 9. März 1992 bis zum 25. September 1993 gezeigt. Die erste 22-minütige Episode der Serie Die Simpsons war in den USA Es weihnachtet schwer, da die eigentlich erste produzierte Folge (Der Babysitter ist los) aufgrund der schlechten Animation wieder zurückgezogen werden musste. In Deutschland wurde am 28. Februar 1991 Eine ganz normale Familie als erste Episode vom Pay-TV-Sender Premiere ausgestrahlt.

## Übersicht
| Staffel | Episodenanzahl | Erstausstrahlung USA | Erstausstrahlung USA | Deutschsprachige Erstveröffentlichung | Deutschsprachige Erstveröffentlichung |
| Staffel | Episodenanzahl | Staffelpremiere      | Staffelfinale        | Staffelpremiere                       | Staffelfinale                         |
| ------- | -------------- | -------------------- | -------------------- | ------------------------------------- | ------------------------------------- |
| 1       | 13             | 17. Dezember 1989    | 13. Mai 1990         | 28. Februar 1991                      | 13. Dezember 1991                     |
| 2       | 22             | 11. Oktober 1990     | 11. Juli 1991        | 20. Dezember 1991                     | 19. Juni 1992                         |
| 3       | 24             | 19. September 1991   | 27. August 1992      | 5. Januar 1993                        | 7. April 1994                         |
| 4       | 22             | 24. September 1992   | 13. Mai 1993         | 16. Februar 1993                      | 31. Dezember 1996                     |
| 5       | 22             | 30. September 1993   | 19. Mai 1994         | 14. August 1994                       | 2. Oktober 1999                       |
| 6       | 25             | 4. September 1994    | 21. Mai 1995         | 15. Juli 1995                         | 27. Dezember 1999                     |
| 7       | 25             | 17. September 1995   | 19. Mai 1996         | 4. November 1996                      | 27. Dezember 1999                     |
| 8       | 25             | 27. Oktober 1996     | 18. Mai 1997         | 5. September 1997                     | 31. Oktober 1998                      |
| 9       | 25             | 21. September 1997   | 17. Mai 1998         | 6. Oktober 1998                       | 16. Januar 2000                       |
| 10      | 23             | 23. August 1998      | 16. Mai 1999         | 15. November 1999                     | 28. Dezember 1999                     |
| 11      | 22             | 26. September 1999   | 21. Mai 2000         | 4. September 2000                     | 12. Februar 2001                      |
| 12      | 21             | 1. November 2000     | 20. Mai 2001         | 24. September 2001                    | 18. Februar 2002                      |
| 13      | 22             | 6. November 2001     | 22. Mai 2002         | 8. Februar 2003                       | 5. Juli 2003                          |
| 14      | 22             | 3. November 2002     | 18. Mai 2003         | 10. Januar 2004                       | 29. Mai 2004                          |
| 15      | 22             | 2. November 2003     | 23. Mai 2004         | 30. Oktober 2004                      | 5. März 2005                          |
| 16      | 21             | 7. November 2004     | 15. Mai 2005         | 29. Oktober 2005                      | 11. Februar 2006                      |
| 17      | 22             | 11. September 2005   | 21. Mai 2006         | 3. September 2006                     | 8. April 2007                         |
| 18      | 22             | 10. September 2006   | 20. Mai 2007         | 9. September 2007                     | 27. Januar 2008                       |
| 19      | 20             | 23. September 2007   | 18. Mai 2008         | 6. Oktober 2008                       | 2. März 2009                          |
| 20      | 21             | 28. September 2008   | 17. Mai 2009         | 15. September 2009                    | 13. April 2010                        |
| 21      | 23             | 27. September 2009   | 23. Mai 2010         | 7. September 2010                     | 17. Mai 2011                          |
| 22      | 22             | 26. September 2010   | 22. Mai 2011         | 30. August 2011                       | 20. März 2012                         |
| 23      | 22             | 25. September 2011   | 20. Mai 2012         | 27. August 2012                       | 18. März 2013                         |
| 24      | 22             | 30. September 2012   | 19. Mai 2013         | 26. August 2013                       | 17. März 2014                         |
| 25      | 22             | 29. September 2013   | 18. Mai 2014         | 1. September 2014                     | 16. März 2015                         |
| 26      | 22             | 28. September 2014   | 17. Mai 2015         | 18. August 2015                       | 15. März 2016                         |
| 27      | 22             | 27. September 2015   | 22. Mai 2016         | 30. August 2016                       | 23. Mai 2017                          |
| 28      | 22             | 25. September 2016   | 21. Mai 2017         | 29. August 2017                       | 13. März 2018                         |
| 29      | 21             | 1. Oktober 2017      | 20. Mai 2018         | 14. August 2018                       | 11. März 2019                         |
| 30      | 23             | 30. September 2018   | 12. Mai 2019         | 28. Oktober 2019                      | 24. März 2020                         |
| 31      | 22             | 29. September 2019   | 17. Mai 2020         | 10. August 2020                       | 27. November 2020                     |
| 32      | 22             | 27. September 2020   | 23. Mai 2021         | 8. Februar 2021                       | 29. September 2021                    |
| 33      | 22             | 26. September 2021   | 22. Mai 2022         | 3. Januar 2022                        | 28. September 2022                    |
| 34      | 22             | 25. September 2022   | 21. Mai 2023         | 4. September 2023                     | 22. November 2023                     |
| 35      | 18             | 1. Oktober 2023      | 19. Mai 2024         | 23. September 2024                    | 9. Oktober 2024                       |
| 36      | 22             | 29. September 2024   | 18. Mai 2025         |                                       |                                       |

## Staffel 1
Die Erstausstrahlung der 1. Staffel fand vom 17. Dezember 1989 bis zum 13. Mai 1990 auf dem amerikanischen Sender Fox statt. Die deutschsprachige Erstausstrahlung lief vom 13. September bis zum 13. Dezember 1991 im ZDF, die Episoden allerdings in durcheinandergewürfelter Reihenfolge.
| Nr. (ges.) | Nr. (St.) | Deutscher Titel               | Originaltitel                     | Erstausstrahlung (USA) | Deutschsprachige Erstausstrahlung (D) | Zuschauer (USA) |
| ---------- | --------- | ----------------------------- | --------------------------------- | ---------------------- | ------------------------------------- | --------------- |
| 1          | 1         | Es weihnachtet schwer         | Simpsons Roasting on an Open Fire | 17. Dez. 1989          | 6. Dez. 1991                          | 26,7 Mio.       |
| 2          | 2         | Bart wird ein Genie           | Bart the Genius                   | 14. Jan. 1990          | 20. Sep. 1991                         | 24,5 Mio.       |
| 3          | 3         | Der Versager                  | Homer’s Odyssey                   | 21. Jan. 1990          | 11. Okt. 1991                         | 27,5 Mio.       |
| 4          | 4         | Eine ganz normale Familie     | There’s No Disgrace Like Home     | 28. Jan. 1990          | 28. Feb. 1991                         | 20,2 Mio.       |
| 5          | 5         | Bart schlägt eine Schlacht    | Bart the General                  | 4. Feb. 1990           | 27. Sep. 1991                         | 27,1 Mio.       |
| 6          | 6         | Lisa bläst Trübsal            | Moaning Lisa                      | 11. Feb. 1990          | 4. Okt. 1991                          | 27,4 Mio.       |
| 7          | 7         | Vorsicht, wilder Homer!       | The Call of the Simpsons          | 18. Feb. 1990          | 29. Nov. 1991                         | 27,6 Mio.       |
| 8          | 8         | Bart köpft Oberhaupt          | The Telltale Head                 | 25. Feb. 1990          | 8. Nov. 1991                          | 28 Mio.         |
| 9          | 9         | Der schöne Jacques            | Life on the Fast Lane             | 18. März 1990          | 18. Okt. 1991                         | 33,5 Mio.       |
| 10         | 10        | Homer als Frauenheld          | Homer’s Night Out                 | 25. März 1990          | 25. Okt. 1991                         | 30,3 Mio.       |
| 11         | 11        | Tauschgeschäfte und Spione    | The Crepes of Wrath               | 15. Apr. 1990          | 13. Dez. 1991                         | 31,2 Mio.       |
| 12         | 12        | Der Clown mit der Biedermaske | Krusty Gets Busted                | 29. Apr. 1990          | 15. Nov. 1991                         | 30,4 Mio.       |
| 13         | 13        | Der Babysitter ist los        | Some Enchanted Evening            | 13. Mai 1990           | 22. Nov. 1991                         | 27,1 Mio.       |

## Staffel 2
| Nr. (ges.) | Nr. (St.) | Deutscher Titel                   | Originaltitel                                         | Erstausstrahlung (USA) | Deutschsprachige Erstausstrahlung (D) | Zuschauer (USA) |
| ---------- | --------- | --------------------------------- | ----------------------------------------------------- | ---------------------- | ------------------------------------- | --------------- |
| 14         | 1         | Der Musterschüler                 | Bart Gets an "F"                                      | 11. Okt. 1990          | 20. Dez. 1991                         | 33,6 Mio.       |
| 15         | 2         | Karriere mit Köpfchen             | Simpson and Delilah                                   | 18. Okt. 1990          | 10. Jan. 1992                         | 29,9 Mio.       |
| 16         | 3         | Horror frei Haus                  | Treehouse of Horror                                   | 25. Okt. 1990          | 17. Jan. 1992                         | 27,4 Mio.       |
| 17         | 4         | Frische Fische mit drei Augen     | Two Cars in Every Garage and Three Eyes on Every Fish | 1. Nov. 1990           | 24. Jan. 1992                         | 26,1 Mio.       |
| 18         | 5         | Das Maskottchen                   | Dancin’ Homer                                         | 8. Nov. 1990           | 31. Jan. 1992                         | 26,1 Mio.       |
| 19         | 6         | Der Wettkampf                     | Dead Putting Society                                  | 15. Nov. 1990          | 7. Feb. 1992                          | 25,4 Mio.       |
| 20         | 7         | Bart bleibt hart                  | Bart vs. Thanksgiving                                 | 22. Nov. 1990          | 14. Feb. 1992                         | 25,9 Mio.       |
| 21         | 8         | Der Teufelssprung                 | Bart the Daredevil                                    | 6. Dez. 1990           | 28. Feb. 1992                         | 26,2 Mio.       |
| 22         | 9         | Das Fernsehen ist an allem schuld | Itchy & Scratchy & Marge                              | 20. Dez. 1990          | 8. Mai 1992                           | 22,2 Mio.       |
| 23         | 10        | Bart kommt unter die Räder        | Bart Gets Hit by a Car                                | 10. Jan. 1991          | 6. März 1992                          | 24,8 Mio.       |
| 24         | 11        | Die 24-Stunden-Frist              | One Fish, Two Fish, Blowfish, Blue Fish               | 24. Jan. 1991          | 13. März 1992                         | 24,2 Mio.       |
| 25         | 12        | Wie alles begann                  | The Way We Was                                        | 31. Jan. 1991          | 20. März 1992                         | 26,8 Mio.       |
| 26         | 13        | Das achte Gebot                   | Homer vs. Lisa and the 8th Commandment                | 7. Feb. 1991           | 27. März 1992                         | 26,2 Mio.       |
| 27         | 14        | Der Heiratskandidat               | Principal Charming                                    | 14. Feb. 1991          | 3. Apr. 1992                          | 23,9 Mio.       |
| 28         | 15        | Ein Bruder für Homer              | Oh Brother, Where Art Thou?                           | 21. Feb. 1991          | 10. Apr. 1992                         | 26,8 Mio.       |
| 29         | 16        | Betragen mangelhaft               | Bart’s Dog Gets an F                                  | 7. März 1991           | 24. Apr. 1992                         | 23,9 Mio.       |
| 30         | 17        | Die Erbschaft                     | Old Money                                             | 28. März 1991          | 22. Mai 1992                          | 21,2 Mio.       |
| 31         | 18        | Marges Meisterwerk                | Brush with Greatness                                  | 11. Apr. 1991          | 29. Mai 1992                          | 20,6 Mio.       |
| 32         | 19        | Der Aushilfslehrer                | Lisa’s Substitute                                     | 25. Apr. 1991          | 12. Juni 1992                         | 17,7 Mio.       |
| 33         | 20        | Kampf dem Ehekrieg                | The War of the Simpsons                               | 2. Mai 1991            | 31. Dez. 1991                         | 19,7 Mio.       |
| 34         | 21        | Drei Freunde und ein Comic-Heft   | Three Men and a Comic Book                            | 9. Mai 1991            | 15. Mai 1992                          | 21 Mio.         |
| 35         | 22        | Der Lebensretter                  | Blood Feud                                            | 11. Juli 1991          | 19. Juni 1992                         | 17,3 Mio.       |

## Staffel 3
| Nr. (ges.) | Nr. (St.) | Deutscher Titel                 | Originaltitel                     | Erstausstrahlung (USA) | Deutschsprachige Erstausstrahlung (D) | Zuschauer (USA) |
| ---------- | --------- | ------------------------------- | --------------------------------- | ---------------------- | ------------------------------------- | --------------- |
| 36         | 1         | Die Geburtstagsüberraschung     | Stark Raving Dad                  | 19. Sep. 1991          | 5. Jan. 1993                          | 22,9 Mio.       |
| 37         | 2         | Einmal Washington und zurück    | Mr. Lisa Goes to Washington       | 26. Sep. 1991          | 12. Jan. 1993                         | 20,2 Mio.       |
| 38         | 3         | Ein Fluch auf Flanders          | When Flanders Failed              | 3. Okt. 1991           | 13. Jan. 1993                         | 22,8 Mio.       |
| 39         | 4         | Verbrechen lohnt sich nicht     | Bart the Murderer                 | 10. Okt. 1991          | 7. Jan. 1993                          | 20,8 Mio.       |
| 40         | 5         | Der Ernstfall                   | Homer Defined                     | 17. Okt. 1991          | 14. Jan. 1993                         | 20,6 Mio.       |
| 41         | 6         | Der Vater eines Clowns          | Like Father, Like Clown           | 24. Okt. 1991          | 11. Jan. 1993                         | 20,2 Mio.       |
| 42         | 7         | Albträume                       | Treehouse of Horror II            | 31. Okt. 1991          | 18. Jan. 1993                         | 20 Mio.         |
| 43         | 8         | Lisas Pony                      | Lisa’s Pony                       | 7. Nov. 1991           | 19. Jan. 1993                         | 23 Mio.         |
| 44         | 9         | Das Seifenkistenrennen          | Saturdays of Thunder              | 14. Nov. 1991          | 20. Jan. 1993                         | 24,7 Mio.       |
| 45         | 10        | Das Erfolgsrezept               | Flaming Moe’s                     | 21. Nov. 1991          | 21. Jan. 1993                         | 23,9 Mio.       |
| 46         | 11        | Kraftwerk zu verkaufen          | Burns Verkaufen der Kraftwerk     | 5. Dez. 1991           | 4. Feb. 1993                          | 21,1 Mio.       |
| 47         | 12        | Blick zurück aufs Eheglück      | I Married Marge                   | 26. Dez. 1991          | 28. Jan. 1993                         | 21,9 Mio.       |
| 48         | 13        | Wer anderen einen Brunnen gräbt | Radio Bart                        | 9. Jan. 1992           | 1. Feb. 1993                          | 24,2 Mio.       |
| 49         | 14        | Der Wettkönig                   | Lisa the Greek                    | 23. Jan. 1992          | 25. Jan. 1993                         | 23,2 Mio.       |
| 50         | 15        | Wenn Mutter streikt             | Homer Alone                       | 6. Feb. 1992           | 3. Feb. 1993                          | 23,7 Mio.       |
| 51         | 16        | Die Kontaktanzeige              | Bart the Lover                    | 13. Feb. 1992          | 26. Jan. 1993                         | 20,5 Mio.       |
| 52         | 17        | Der Wunderschläger              | Homer at the Bat                  | 20. Feb. 1992          | 2. Feb. 1993                          | 24,6 Mio.       |
| 53         | 18        | Der Eignungstest                | Separate Vocations                | 27. Feb. 1992          | 27. Jan. 1993                         | 23,7 Mio.       |
| 54         | 19        | Auf den Hund gekommen           | Dog of Death                      | 12. März 1992          | 8. Feb. 1993                          | 23,4 Mio.       |
| 55         | 20        | Homer auf Abwegen               | Colonel Homer                     | 26. März 1992          | 9. Feb. 1993                          | 25,5 Mio.       |
| 56         | 21        | Bis dass der Tod euch scheidet  | Black Widower                     | 9. Apr. 1992           | 10. Feb. 1993                         | 17,3 Mio.       |
| 57         | 22        | Der Fahrschüler                 | The Otto Show                     | 23. Apr. 1992          | 11. Feb. 1993                         | 17,5 Mio.       |
| 58         | 23        | Liebe und Intrige               | Bart’s Friend Falls in Love       | 7. Mai 1992            | 15. Feb. 1993                         | 19,5 Mio.       |
| 59         | 24        | Der vermisste Halbbruder        | Brother, Can You Spare Two Dimes? | 27. Aug. 1992          | 7. Apr. 1994                          | 17,2 Mio        |

## Staffel 4
| Nr. (ges.) | Nr. (St.) | Deutscher Titel                | Originaltitel                              | Erstausstrahlung (USA) | Deutschsprachige Erstausstrahlung (D) | Zuschauer (USA) |
| ---------- | --------- | ------------------------------ | ------------------------------------------ | ---------------------- | ------------------------------------- | --------------- |
| 60         | 1         | Krise im Kamp Krusty           | Kamp Krusty                                | 24. Sep. 1992          | 14. Apr. 1994                         | 21,8 Mio.       |
| 61         | 2         | Bühne frei für Marge           | A Streetcar Named Marge                    | 1. Okt. 1992           | 16. Feb. 1993                         | 18,3 Mio.       |
| 62         | 3         | Ein gotteslästerliches Leben   | Homer the Heretic                          | 8. Okt. 1992           | 21. Apr. 1994                         | 19,3 Mio.       |
| 63         | 4         | Lisa, die Schönheitskönigin    | Lisa the Beauty Queen                      | 15. Okt. 1992          | 28. Apr. 1994                         | 19 Mio.         |
| 64         | 5         | Bösartige Spiele               | Treehouse of Horror III                    | 29. Okt. 1992          | 12. Mai 1994                          | 25,1 Mio.       |
| 65         | 6         | Bart wird bestraft             | Itchy & Scratchy: The Movie                | 3. Nov. 1992           | 5. Mai 1994                           | 20,1 Mio.       |
| 66         | 7         | Marge muss jobben              | Marge Gets a Job                           | 5. Nov. 1992           | 19. Mai 1994                          | 22,9 Mio.       |
| 67         | 8         | Laura, die neue Nachbarin      | New Kid on the Block                       | 12. Nov. 1992          | 26. Mai 1994                          | 23,1 Mio.       |
| 68         | 9         | Einmal als Schneekönig         | Mr. Plow                                   | 19. Nov. 1992          | 9. Juni 1994                          | 24 Mio.         |
| 69         | 10        | Am Anfang war das Wort         | Lisa’s First Word                          | 3. Dez. 1992           | 16. Juni 1994                         | 28,6 Mio.       |
| 70         | 11        | Oh Schmerz, das Herz!          | Homer’s Triple Bypass                      | 17. Dez. 1992          | 3. Juli 1994                          | 23,6 Mio.       |
| 71         | 12        | Homer kommt in Fahrt           | Marge vs. the Monorail                     | 14. Jan. 1993          | 10. Juli 1994                         | 23 Mio.         |
| 72         | 13        | Selma will ein Baby            | Selma’s Choice                             | 21. Jan. 1993          | 21. Aug. 1994                         | 24,5 Mio.       |
| 73         | 14        | Großer Bruder – kleiner Bruder | Brother from the Same Planet               | 4. Feb. 1993           | 17. Juli 1994                         | 23,8 Mio.       |
| 74         | 15        | Ralph liebt Lisa               | I Love Lisa                                | 11. Feb. 1993          | 28. Aug. 1994                         | 25,2 Mio.       |
| 75         | 16        | Keine Experimente              | Duffless                                   | 18. Feb. 1993          | 4. Sep. 1994                          | 25,7 Mio.       |
| 76         | 17        | Prinzessin von Zahnstein       | Last Exit to Springfield                   | 11. März 1993          | 31. Dez. 1996                         | 22,4 Mio.       |
| 77         | 18        | Nur ein Aprilscherz…           | So It’s Come to This: A Simpsons Clip Show | 1. Apr. 1993           | 11. Sep. 1994                         | 25,5 Mio.       |
| 78         | 19        | Wir vom Trickfilm              | The Front                                  | 15. Apr. 1993          | 31. Okt. 1996                         | 20,1 Mio.       |
| 79         | 20        | Das Schlangennest              | Whacking Day                               | 29. Apr. 1993          | 24. Juli 1994                         | 20 Mio.         |
| 80         | 21        | Marge wird verhaftet           | Marge in Chains                            | 6. Mai 1993            | 7. Aug. 1994                          | 17,3 Mio.       |
| 81         | 22        | Krusty, der TV-Star            | Krusty Gets Kancelled                      | 13. Mai 1993           | 31. Juli 1994                         | 19,4 Mio.       |

## Staffel 5
| Nr. (ges.) | Nr. (St.) | Deutscher Titel            | Originaltitel                           | Erstausstrahlung (USA) | Deutschsprachige Erstausstrahlung (D) | Zuschauer (USA) |
| ---------- | --------- | -------------------------- | --------------------------------------- | ---------------------- | ------------------------------------- | --------------- |
| 82         | 1         | Homer und die Sangesbrüder | Homer’s Barbershop Quartet              | 30. Sep. 1993          | 14. Aug. 1994                         | 19,9 Mio.       |
| 83         | 2         | Am Kap der Angst           | Cape Feare                              | 7. Okt. 1993           | 2. Okt. 1999                          | 20 Mio.         |
| 84         | 3         | Homer an der Uni           | Homer Goes to College                   | 14. Okt. 1993          | 1. Apr. 1995                          | 18,1 Mio.       |
| 85         | 4         | Kampf um Bobo              | Rosebud                                 | 21. Okt. 1993          | 2. Apr. 1995                          | 19,5 Mio.       |
| 86         | 5         | Die Fahrt zur Hölle        | Treehouse of Horror IV                  | 28. Okt. 1993          | 8. Apr. 1995                          | 24 Mio.         |
| 87         | 6         | Die rebellischen Weiber    | Marge on the Lam                        | 4. Nov. 1993           | 9. Apr. 1995                          | 21,7 Mio.       |
| 88         | 7         | Bart, das innere Ich       | Bart’s Inner Child                      | 11. Nov. 1993          | 15. Apr. 1995                         | 18,7 Mio.       |
| 89         | 8         | Auf Wildwasserfahrt        | Boy-Scoutz N the Hood                   | 18. Nov. 1993          | 16. Apr. 1995                         | 20,1 Mio.       |
| 90         | 9         | Homer liebt Mindy          | The Last Temptation of Homer            | 9. Dez. 1993           | 22. Apr. 1995                         | 20,6 Mio.       |
| 91         | 10        | Vom Teufel besessen        | $pringfield                             | 16. Dez. 1993          | 23. Apr. 1995                         | 17,9 Mio.       |
| 92         | 11        | Die Springfield Bürgerwehr | Homer the Vigilante                     | 6. Jan. 1994           | 29. Apr. 1995                         | 20,1 Mio.       |
| 93         | 12        | Bart wird berühmt          | Bart Gets Famous                        | 3. Feb. 1994           | 30. Apr. 1995                         | 20 Mio.         |
| 94         | 13        | Apu, der Inder             | Homer and Apu                           | 10. Feb. 1994          | 6. Mai 1995                           | 21,8 Mio.       |
| 95         | 14        | Lisa kontra Malibu Stacy   | Lisa vs. Malibu Stacy                   | 17. Feb. 1994          | 13. Mai 1995                          | 20,5 Mio.       |
| 96         | 15        | Homer, der Weltraumheld    | Deep Space Homer                        | 24. Feb. 1994          | 20. Mai 1995                          | 18,2 Mio.       |
| 97         | 16        | Homie und Neddie           | Homer Loves Flanders                    | 17. März 1994          | 27. Mai 1995                          | 18 Mio.         |
| 98         | 17        | Bart gewinnt Elefant!      | Bart Gets an Elephant                   | 31. März 1994          | 3. Juni 1995                          | 17 Mio.         |
| 99         | 18        | Burns Erbe                 | Burns’ Heir                             | 14. Apr. 1994          | 10. Juni 1995                         | 14,7 Mio.       |
| 100        | 19        | Freund oder Feind!         | Sweet Seymour Skinner’s Baadasssss Song | 28. Apr. 1994          | 17. Juni 1995                         | 19,7 Mio.       |
| 101        | 20        | Bart packt aus             | The Boy Who Knew Too Much               | 5. Mai 1994            | 24. Juni 1995                         | 15,5 Mio.       |
| 102        | 21        | Liebhaber der Lady B.      | Lady Bouvier’s Lover                    | 12. Mai 1994           | 1. Juli 1995                          | 15,1 Mio.       |
| 103        | 22        | Ehegeheimnisse             | Secrets of a Successful Marriage        | 19. Mai 1994           | 8. Juli 1995                          | 15,6 Mio.       |

## Staffel 6
| Nr. (ges.) | Nr. (St.) | Deutscher Titel                  | Originaltitel                  | Erstausstrahlung (USA) | Deutschsprachige Erstausstrahlung (D) | Zuschauer (USA) |
| ---------- | --------- | -------------------------------- | ------------------------------ | ---------------------- | ------------------------------------- | --------------- |
| 104        | 1         | Ein grausiger Verdacht           | Bart of Darkness               | 4. Sep. 1994           | 15. Juli 1995                         | 15,1 Mio.       |
| 105        | 2         | Lisas Rivalin                    | Lisa’s Rival                   | 11. Sep. 1994          | 22. Juli 1995                         | 16,7 Mio.       |
| 106        | 3         | Romantik ist überall             | Another Simpsons Clip Show     | 25. Sep. 1994          | 29. Juli 1995                         | 13,5 Mio.       |
| 107        | 4         | Der unheimliche Vergnügungspark  | Itchy & Scratchy Land          | 2. Okt. 1994           | 5. Aug. 1995                          | 14,8 Mio.       |
| 108        | 5         | Tingeltangel-Bob                 | Sideshow Bob Roberts           | 9. Okt. 1994           | 12. Aug. 1995                         | 14,4 Mio.       |
| 109        | 6         | Furcht und Grauen ohne Ende      | Treehouse of Horror V          | 30. Okt. 1994          | 27. Dez. 1999                         | 22,2 Mio.       |
| 110        | 7         | Barts Freundin                   | Bart’s Girlfriend              | 6. Nov. 1994           | 19. Aug. 1995                         | 15,3 Mio.       |
| 111        | 8         | Lisa auf dem Eise                | Lisa on Ice                    | 13. Nov. 1994          | 3. Sep. 1995                          | 17,9 Mio.       |
| 112        | 9         | Die Babysitterin und das Biest   | Homer Badman                   | 27. Nov. 1994          | 10. Sep. 1995                         | 17 Mio.         |
| 113        | 10        | Grandpa gegen sexuelles Versagen | Grampa vs. Sexual Inadequacy   | 4. Dez. 1994           | 17. Sep. 1995                         | 14,1 Mio.       |
| 114        | 11        | Angst vorm Fliegen               | Fear of Flying                 | 18. Dez. 1994          | 24. Sep. 1995                         | 15,6 Mio.       |
| 115        | 12        | Homer der Auserwählte            | Homer the Great                | 8. Jan. 1995           | 1. Okt. 1995                          | 20,1 Mio.       |
| 116        | 13        | Und Maggie macht drei            | And Maggie Makes Three         | 22. Jan. 1995          | 8. Okt. 1995                          | 17,3 Mio.       |
| 117        | 14        | Barts Komet                      | Bart’s Comet                   | 5. Feb. 1995           | 15. Okt. 1995                         | 18,7 Mio.       |
| 118        | 15        | Homie, der Clown                 | Homie the Clown                | 12. Feb. 1995          | 22. Okt. 1995                         | 17,6 Mio.       |
| 119        | 16        | Bart gegen Australien            | Bart vs. Australia             | 19. Feb. 1995          | 29. Okt. 1995                         | 15,1 Mio.       |
| 120        | 17        | Homer gegen Patty und Selma      | Homer vs. Patty and Selma      | 26. Feb. 1995          | 5. Nov. 1995                          | 18,9 Mio.       |
| 121        | 18        | Springfield Film Festival        | A Star is Burns                | 5. März 1995           | 12. Nov. 1995                         | 14,4 Mio.       |
| 122        | 19        | Lisas Hochzeit                   | Lisa’s Wedding                 | 19. März 1995          | 19. Nov. 1995                         | 14,4 Mio.       |
| 123        | 20        | 25 Windhundwelpen                | Two Dozen and One Greyhounds   | 9. Apr. 1995           | 26. Nov. 1995                         | 11,6 Mio.       |
| 124        | 21        | Der Lehrerstreik                 | The PTA Disbands               | 16. Apr. 1995          | 3. Dez. 1995                          | 11,8 Mio.       |
| 125        | 22        | Zu Ehren von Murphy              | Round Springfield              | 30. Apr. 1995          | 31. Dez. 1995                         | 12,6 Mio.       |
| 126        | 23        | Die Springfield Connection       | The Springfield Connection     | 7. Mai 1995            | 10. Dez. 1995                         | 12,7 Mio.       |
| 127        | 24        | Auf zum Zitronenbaum             | Lemon of Troy                  | 14. Mai 1995           | 17. Dez. 1995                         | 13,1 Mio.       |
| 128        | 25        | Wer erschoss Mr. Burns? – Teil 1 | Who Shot Mr. Burns? (Part One) | 21. Mai 1995           | 3. Nov. 1996                          | 15 Mio.         |

## Staffel 7
| Nr. (ges.) | Nr. (St.) | Deutscher Titel                             | Originaltitel                                                                       | Erstausstrahlung (USA) | Deutschsprachige Erstausstrahlung (D) |
| ---------- | --------- | ------------------------------------------- | ----------------------------------------------------------------------------------- | ---------------------- | ------------------------------------- |
| 129        | 1         | Wer erschoss Mr. Burns? – Teil 2            | Who Shot Mr. Burns? (Part Two)                                                      | 17. Sep. 1995          | 4. Nov. 1996                          |
| 130        | 2         | Filmstar wider Willen                       | Radioactive Man                                                                     | 24. Sep. 1995          | 5. Nov. 1996                          |
| 131        | 3         | Bei Simpsons stimmt was nicht!              | Home Sweet Homediddly-Dum-Doodily                                                   | 1. Okt. 1995           | 6. Nov. 1996                          |
| 132        | 4         | Bart verkauft seine Seele                   | Bart Sells His Soul                                                                 | 8. Okt. 1995           | 7. Nov. 1996                          |
| 133        | 5         | Lisa als Vegetarierin                       | Lisa the Vegetarian                                                                 | 15. Okt. 1995          | 8. Nov. 1996                          |
| 134        | 6         | Die Panik-Amok-Horror-Show                  | Treehouse of Horror VI                                                              | 29. Okt. 1995          | 27. Dez. 1999                         |
| 135        | 7         | Der behinderte Homer                        | King-Size Homer                                                                     | 5. Nov. 1995           | 11. Nov. 1996                         |
| 136        | 8         | Wer ist Mona Simpson?                       | Mother Simpson                                                                      | 19. Nov. 1995          | 12. Nov. 1996                         |
| 137        | 9         | Tingeltangel-Bobs Rache                     | Sideshow Bob’s Last Gleaming                                                        | 26. Nov. 1995          | 13. Nov. 1996                         |
| 138        | 10        | Die 138. Episode, eine Sondervorstellung    | The Simpsons 138th Episode Spectacular                                              | 3. Dez. 1995           | 27. Okt. 1997                         |
| 139        | 11        | Das schwarze Schaf                          | Marge Be Not Proud                                                                  | 17. Dez. 1995          | 14. Nov. 1996                         |
| 140        | 12        | Homers Bowling-Mannschaft                   | Team Homer                                                                          | 7. Jan. 1996           | 15. Nov. 1996                         |
| 141        | 13        | Die bösen Nachbarn                          | Two Bad Neighbors                                                                   | 14. Jan. 1996          | 18. Nov. 1996                         |
| 142        | 14        | Eine Klasse für sich                        | Scenes from the Class Struggle in Springfield                                       | 4. Feb. 1996           | 19. Nov. 1996                         |
| 143        | 15        | Bart ist an allem schuld                    | Bart the Fink                                                                       | 11. Feb. 1996          | 20. Nov. 1996                         |
| 144        | 16        | Das geheime Bekenntnis                      | Lisa the Iconoclast                                                                 | 18. Feb. 1996          | 21. Nov. 1996                         |
| 145        | 17        | Butler bei Burns                            | Homer the Smithers                                                                  | 25. Feb. 1996          | 22. Nov. 1996                         |
| 146        | 18        | Wer erfand Itchy und Scratchy?              | The Day the Violence Died                                                           | 17. März 1996          | 25. Nov. 1996                         |
| 147        | 19        | Selma heiratet Hollywoodstar                | A Fish Called Selma                                                                 | 24. März 1996          | 26. Nov. 1996                         |
| 148        | 20        | Die Reise nach Knoxville                    | Bart on the Road                                                                    | 31. März 1996          | 27. Nov. 1996                         |
| 149        | 21        | 22 Kurzfilme über Springfield               | 22 Short Films About Springfield                                                    | 14. Apr. 1996          | 28. Nov. 1996                         |
| 150        | 22        | Simpson und sein Enkel in „Die Schatzsuche“ | Raging Abe Simpson and His Grumbling Grandson in “The Curse of the Flying Hellfish” | 28. Apr. 1996          | 29. Nov. 1996                         |
| 151        | 23        | Volksabstimmung in Springfield              | Much Apu About Nothing                                                              | 5. Mai 1996            | 2. Dez. 1996                          |
| 152        | 24        | Homer auf Tournee                           | Homerpalooza                                                                        | 19. Mai 1996           | 3. Dez. 1996                          |
| 153        | 25        | Ein Sommer für Lisa                         | Summer of 4 Ft. 2                                                                   | 19. Mai 1996           | 4. Dez. 1996                          |

## Staffel 8
| Nr. (ges.) | Nr. (St.) | Deutscher Titel                     | Originaltitel                                     | Erstausstrahlung (USA) | Deutschsprachige Erstausstrahlung (D) |
| ---------- | --------- | ----------------------------------- | ------------------------------------------------- | ---------------------- | ------------------------------------- |
| 154        | 1         | Hugo, kleine Wesen und Kang         | Treehouse of Horror VII                           | 27. Okt. 1996          | 31. Okt. 1998                         |
| 155        | 2         | Das verlockende Angebot             | You Only Move Twice                               | 3. Nov. 1996           | 28. Okt. 1997                         |
| 156        | 3         | Auf in den Kampf!                   | The Homer They Fall                               | 10. Nov. 1996          | 29. Okt. 1997                         |
| 157        | 4         | Mr. Burns’ Sohn Larry               | Burns, Baby Burns                                 | 17. Nov. 1996          | 30. Okt. 1997                         |
| 158        | 5         | Der beliebte Amüsierbetrieb         | Bart After Dark                                   | 24. Nov. 1996          | 2. Nov. 1997                          |
| 159        | 6         | Scheide sich, wer kann              | A Milhouse Divided                                | 1. Dez. 1996           | 3. Nov. 1997                          |
| 160        | 7         | Lisa will lieben                    | Lisa’s Date with Density                          | 15. Dez. 1996          | 4. Nov. 1997                          |
| 161        | 8         | Der total verrückte Ned             | Hurricane Neddy                                   | 29. Dez. 1996          | 5. Nov. 1997                          |
| 162        | 9         | Homers merkwürdiger Chili-Trip      | El Viaje Misterioso De Nuestro Jomer              | 5. Jan. 1997           | 10. Nov. 1997                         |
| 163        | 10        | Die Akte Springfield                | The Springfield Files                             | 12. Jan. 1997          | 24. Okt. 1997                         |
| 164        | 11        | Marge und das Brezelbacken          | The Twisted World of Marge Simpson                | 19. Jan. 1997          | 6. Nov. 1997                          |
| 165        | 12        | Der Berg des Wahnsinns              | Mountain of Madness                               | 2. Feb. 1997           | 7. Nov. 1997                          |
| 166        | 13        | Das magische Kindermädchen          | Simpsoncalifragilisticexpiala(Annoyed Grunt)cious | 7. Feb. 1997           | 21. Okt. 1998                         |
| 167        | 14        | Homer ist „Poochie, der Wunderhund“ | The Itchy & Scratchy & Poochie Show               | 9. Feb. 1997           | 5. Sep. 1997                          |
| 168        | 15        | Homer und gewisse Ängste            | Homer’s Phobia                                    | 16. Feb. 1997          | 11. Nov. 1997                         |
| 169        | 16        | Die beiden hinterhältigen Brüder    | Brother from Another Series                       | 23. Feb. 1997          | 12. Nov. 1997                         |
| 170        | 17        | Babysitten – ein Albtraum           | My Sister, My Sitter                              | 2. März 1997           | 13. Nov. 1997                         |
| 171        | 18        | Der mysteriöse Bier-Baron           | Homer vs. The Eighteenth Amendment                | 16. März 1997          | 14. Nov. 1997                         |
| 172        | 19        | Wenn der Rektor mit der Lehrerin…   | Grade School Confidential                         | 6. Apr. 1997           | 17. Nov. 1997                         |
| 173        | 20        | Der tollste Hund der Welt           | The Canine Mutiny                                 | 13. Apr. 1997          | 18. Nov. 1997                         |
| 174        | 21        | Der alte Mann und Lisa              | The Old Man and the Lisa                          | 20. Apr. 1997          | 19. Nov. 1997                         |
| 175        | 22        | Marge als Seelsorgerin              | In Marge We Trust                                 | 27. Apr. 1997          | 20. Nov. 1997                         |
| 176        | 23        | Homer hatte einen Feind             | Homer’s Enemy                                     | 4. Mai 1997            | 21. Nov. 1997                         |
| 177        | 24        | Ihre Lieblings-Fernsehfamilie       | The Simpsons Spin-Off Showcase                    | 11. Mai 1997           | 25. Nov. 1997                         |
| 178        | 25        | Lisas geheimer Krieg                | The Secret War of Lisa Simpson                    | 18. Mai 1997           | 26. Nov. 1997                         |

## Staffel 9
| Nr. (ges.) | Nr. (St.) | Deutscher Titel                | Originaltitel                          | Erstausstrahlung (USA) | Deutschsprachige Erstausstrahlung (D) |
| ---------- | --------- | ------------------------------ | -------------------------------------- | ---------------------- | ------------------------------------- |
| 179        | 1         | Homer und New York             | The City of New York vs. Homer Simpson | 21. Sep. 1997          | 7. Okt. 1998                          |
| 180        | 2         | Alles Schwindel                | The Principal and the Pauper           | 28. Sep. 1997          | 8. Okt. 1998                          |
| 181        | 3         | Die Saxophon-Geschichte        | Lisa’s Sax                             | 19. Okt. 1997          | 9. Okt. 1998                          |
| 182        | 4         | Neutronenkrieg und Halloween   | Treehouse of Horror VIII               | 26. Okt. 1997          | 12. Okt. 1998                         |
| 183        | 5         | Homer und der Revolver         | The Cartridge Family                   | 2. Nov. 1997           | 13. Okt. 1998                         |
| 184        | 6         | Bart ist mein Superstar        | Bart Star                              | 9. Nov. 1997           | 14. Okt. 1998                         |
| 185        | 7         | Hochzeit auf Indisch           | The Two Mrs. Nahasapeemapetilons       | 16. Nov. 1997          | 15. Okt. 1998                         |
| 186        | 8         | Der Tag der Abrechnung         | Lisa the Skeptic                       | 23. Nov. 1997          | 16. Okt. 1998                         |
| 187        | 9         | Todesfalle zu verkaufen        | Realty Bites                           | 7. Dez. 1997           | 19. Okt. 1998                         |
| 188        | 10        | Die Lieblings-Unglücksfamilie  | Miracle on Evergreen Terrace           | 21. Dez. 1997          | 20. Okt. 1998                         |
| 189        | 11        | Und nun alle singen und tanzen | All Singing, All Dancing               | 4. Jan. 1998           | 16. Jan. 2000                         |
| 190        | 12        | Die armen Vagabunden           | Bart Carny                             | 11. Jan. 1998          | 22. Okt. 1998                         |
| 191        | 13        | In den Fängen einer Sekte      | The Joy of Sect                        | 8. Feb. 1998           | 23. Okt. 1998                         |
| 192        | 14        | Der blöde Uno-Club             | Das Bus                                | 15. Feb. 1998          | 4. Nov. 1999                          |
| 193        | 15        | Krustys letzte Versuchung      | The Last Temptation of Krust           | 22. Feb. 1998          | 2. Okt. 1999                          |
| 194        | 16        | Eine Frau für Moe              | Dumbbell Indemnity                     | 1. März 1998           | 26. Okt. 1998                         |
| 195        | 17        | Vertrottelt Lisa?              | Lisa the Simpson                       | 8. März 1998           | 31. Dez. 1998                         |
| 196        | 18        | Der merkwürdige Schlüssel      | This Little Wiggy                      | 22. März 1998          | 15. Mai 2000                          |
| 197        | 19        | Homer geht zur Marine          | Simpson Tide                           | 29. März 1998          | 24. Mai 1999                          |
| 198        | 20        | Die Trillion-Dollar-Note       | The Trouble with Trillions             | 5. Apr. 1998           | 27. Okt. 1998                         |
| 199        | 21        | Die neuesten Kindernachrichten | Girly Edition                          | 19. Apr. 1998          | 28. Okt. 1998                         |
| 200        | 22        | Die sich im Dreck wälzen       | Trash of the Titans                    | 26. Apr. 1998          | 6. Okt. 1998                          |
| 201        | 23        | König der Berge                | King of the Hill                       | 3. Mai 1998            | 29. Okt. 1998                         |
| 202        | 24        | Die Kugel der Isis             | Lost Our Lisa                          | 10. Mai 1998           | 30. Okt. 1998                         |
| 203        | 25        | Die Gefahr, erwischt zu werden | Natural Born Kissers                   | 17. Mai 1998           | 2. Nov. 1998                          |

## Staffel 10
| Nr. (ges.) | Nr. (St.) | Deutscher Titel                     | Originaltitel                                | Erstausstrahlung (USA) | Deutschsprachige Erstausstrahlung (D) |
| ---------- | --------- | ----------------------------------- | -------------------------------------------- | ---------------------- | ------------------------------------- |
| 204        | 1         | Ein jeder kriegt sein Fett          | Lard of the Dance                            | 23. Aug. 1998          | 16. Nov. 1999                         |
| 205        | 2         | Im Schatten des Genies              | The Wizard of Evergreen Terrace              | 20. Sep. 1998          | 15. Nov. 1999                         |
| 206        | 3         | Bart brütet etwas aus               | Bart the Mother                              | 27. Sep. 1998          | 17. Nov. 1999                         |
| 207        | 4         | Das unheimliche Mord-Transplantat   | Treehouse of Horror IX                       | 25. Okt. 1998          | 28. Dez. 1999                         |
| 208        | 5         | Kennst du berühmte Stars?           | When You Dish Upon a Star                    | 8. Nov. 1998           | 18. Nov. 1999                         |
| 209        | 6         | Homer ist ein toller Hippie         | D’oh-in In the Wind                          | 15. Nov. 1998          | 19. Nov. 1999                         |
| 210        | 7         | Die große Betrügerin                | Lisa Gets an “A”                             | 22. Nov. 1998          | 13. Dez. 1999                         |
| 211        | 8         | Grandpa's Nieren explodieren        | Homer Simpson in: “Kidney Trouble”           | 6. Dez. 1998           | 22. Nov. 1999                         |
| 212        | 9         | Der unerschrockene Leibwächter      | Mayored to the Mob                           | 20. Dez. 1998          | 23. Nov. 1999                         |
| 213        | 10        | Wir fahr’n nach… Vegas              | Viva Ned Flanders                            | 10. Jan. 1999          | 24. Nov. 1999                         |
| 214        | 11        | Allgemeine Ausgangssperre           | Wild Barts Can’t Be Broken                   | 17. Jan. 1999          | 25. Nov. 1999                         |
| 215        | 12        | Nur für Spieler und Prominente      | Sunday, Cruddy Sunday                        | 31. Jan. 1999          | 26. Nov. 1999                         |
| 216        | 13        | Namen machen Leute                  | Homer to the Max                             | 7. Feb. 1999           | 29. Nov. 1999                         |
| 217        | 14        | Apu und Amor                        | I'm With Cupid                               | 14. Feb. 1999          | 30. Nov. 1999                         |
| 218        | 15        | Marge Simpson im Anmarsch           | Marge Simpson in: “Screaming Yellow Honkers” | 21. Feb. 1999          | 1. Dez. 1999                          |
| 219        | 16        | Es tut uns Leid, Lisa               | Make Room for Lisa                           | 28. Feb. 1999          | 2. Dez. 1999                          |
| 220        | 17        | Das Geheimnis der Lastwagenfahrer   | Maximum Homerdrive                           | 28. März 1999          | 3. Dez. 1999                          |
| 221        | 18        | Bibelstunde, einmal anders          | Simpsons Bible Stories                       | 4. Apr. 1999           | 6. Dez. 1999                          |
| 222        | 19        | Überraschung für Springfield        | Mom and Pop Art                              | 11. Apr. 1999          | 7. Dez. 1999                          |
| 223        | 20        | Seid nett zu alten Leuten           | The Old Man and The “C” Student              | 25. Apr. 1999          | 8. Dez. 1999                          |
| 224        | 21        | Burns möchte geliebt werden         | Monty Can’t Buy Me Love                      | 2. Mai 1999            | 9. Dez. 1999                          |
| 225        | 22        | Die Stadt der primitiven Langweiler | They Saved Lisa's Brain                      | 9. Mai 1999            | 10. Dez. 1999                         |
| 226        | 23        | Die japanische Horror-Spiel-Show    | Thirty Minutes Over Tokyo                    | 16. Mai 1999           | 14. Dez. 1999                         |

## Staffel 11
| Nr. (ges.) | Nr. (St.) | Deutscher Titel                        | Originaltitel                           | Erstausstrahlung (USA) | Deutschsprachige Erstausstrahlung (D) |
| ---------- | --------- | -------------------------------------- | --------------------------------------- | ---------------------- | ------------------------------------- |
| 227        | 1         | Mit Mel Gibson in Hollywood            | Beyond Blunderdome                      | 26. Sep. 1999          | 4. Sep. 2000                          |
| 228        | 2         | Ist alles hin, nimm Focusin!           | Brother’s Little Helper                 | 3. Okt. 1999           | 11. Sep. 2000                         |
| 229        | 3         | Homer als Restaurantkritiker           | Guess Who’s Coming to Criticize Dinner? | 24. Okt. 1999          | 18. Sep. 2000                         |
| 230        | 4         | Ich weiß, was du getudel-tan hast      | Treehouse of Horror X                   | 31. Okt. 1999          | 30. Okt. 2000                         |
| 231        | 5         | Duell bei Sonnenaufgang                | E-I-E-I-(Annoyed Grunt)                 | 7. Nov. 1999           | 25. Sep. 2000                         |
| 232        | 6         | Die Kurzzeit-Berühmtheit               | Hello Gutter, Hello Fadder              | 14. Nov. 1999          | 2. Okt. 2000                          |
| 233        | 7         | Schon mal an Kinder gedacht?           | Eight Misbehavin’                       | 21. Nov. 1999          | 9. Okt. 2000                          |
| 234        | 8         | Der Kampf um Marge                     | Take My Wife, Sleaze                    | 28. Nov. 1999          | 16. Okt. 2000                         |
| 235        | 9         | Die böse Puppe Lustikus                | Grift of the Magi                       | 19. Dez. 1999          | 18. Dez. 2000                         |
| 236        | 10        | Lisa und ihre Jungs                    | Little Big Mom                          | 9. Jan. 2000           | 23. Okt. 2000                         |
| 237        | 11        | Bart hat die Kraft                     | Faith Off                               | 16. Jan. 2000          | 6. Nov. 2000                          |
| 238        | 12        | Wenn ich einmal reich wär              | The Mansion Family                      | 23. Jan. 2000          | 13. Nov. 2000                         |
| 239        | 13        | Ein Pferd für die Familie              | Saddlesore Galactica                    | 6. Feb. 2000           | 20. Nov. 2000                         |
| 240        | 14        | Ned Flanders: Wieder allein            | Alone Again, Natura-Diddily             | 13. Feb. 2000          | 27. Nov. 2000                         |
| 241        | 15        | Der beste Missionar aller Zeiten       | Missionary: Impossible                  | 20. Feb. 2000          | 4. Dez. 2000                          |
| 242        | 16        | Moe mit den zwei Gesichtern            | Pygmoelian                              | 27. Feb. 2000          | 11. Dez. 2000                         |
| 243        | 17        | Barts Blick in die Zukunft             | Bart to the Future                      | 19. März 2000          | 8. Jan. 2001                          |
| 244        | 18        | Barneys Hubschrauber-Flugstunde        | Days of Wine and D’oh’ses               | 9. Apr. 2000           | 15. Jan. 2001                         |
| 245        | 19        | Kill den Alligator und dann…           | Kill the Alligator and Run              | 30. Apr. 2000          | 29. Jan. 2001                         |
| 246        | 20        | Sie wollte schon immer Tänzerin werden | Last Tap Dance in Springfield           | 7. Mai 2000            | 22. Jan. 2001                         |
| 247        | 21        | Wird Marge verrückt gemacht?           | It’s A Mad, Mad, Mad, Mad Marge         | 14. Mai 2000           | 5. Feb. 2001                          |
| 248        | 22        | Hinter den Lachern                     | Behind the Laughter                     | 21. Mai 2000           | 12. Feb. 2001                         |

## Staffel 12
| Nr. (ges.) | Nr. (St.) | Deutscher Titel                      | Originaltitel                  | Erstausstrahlung (USA) | Deutschsprachige Erstausstrahlung (D) |
| ---------- | --------- | ------------------------------------ | ------------------------------ | ---------------------- | ------------------------------------- |
| 249        | 1         | D-D-Der G-G-Geister D-D-Dad          | Treehouse of Horror XI         | 1. Nov. 2000           | 29. Okt. 2001                         |
| 250        | 2         | Die Geschichte der zwei Springfields | A Tale of Two Springfields     | 5. Nov. 2000           | 24. Sep. 2001                         |
| 251        | 3         | O mein Clown Papa                    | Insane Clown Poppy             | 12. Nov. 2000          | 1. Okt. 2001                          |
| 252        | 4         | Lisa als Baumliebhaberin             | Lisa the Tree Hugger           | 19. Nov. 2000          | 8. Okt. 2001                          |
| 253        | 5         | Homer und das Geschenk der Würde     | Homer vs. Dignity              | 26. Nov. 2000          | 15. Okt. 2001                         |
| 254        | 6         | Mr. X und der Website-Schund         | The Computer Wore Menace Shoes | 3. Dez. 2000           | 5. Nov. 2001                          |
| 255        | 7         | Das große Geldabzocken               | The Great Money Caper          | 10. Dez. 2000          | 12. Nov. 2001                         |
| 256        | 8         | Rektor Skinners Gespür für Schnee    | Skinner’s Sense of Snow        | 17. Dez. 2000          | 17. Dez. 2001                         |
| 257        | 9         | Der berüchtigte Kleinhirn-Malstift   | HOMЯ                           | 7. Jan. 2001           | 22. Okt. 2001                         |
| 258        | 10        | Jack und der Rückgratzylinder        | Pokey Mom                      | 14. Jan. 2001          | 26. Nov. 2001                         |
| 259        | 11        | Die schlechteste Episode überhaupt   | Worst Episode Ever             | 4. Feb. 2001           | 3. Dez. 2001                          |
| 260        | 12        | Tennis mit Venus                     | Tennis the Menace              | 11. Feb. 2001          | 10. Dez. 2001                         |
| 261        | 13        | Hallo, du kleiner Hypnose-Mörder     | Day of the Jackanapes          | 18. Feb. 2001          | 19. Nov. 2001                         |
| 262        | 14        | Die sensationelle Pop-Gruppe         | New Kids on the Blecch         | 25. Feb. 2001          | 18. Feb. 2002                         |
| 263        | 15        | Der hungrige, hungrige Homer         | Hungry, Hungry Homer           | 4. März 2001           | 7. Jan. 2002                          |
| 264        | 16        | Lisa knackt den Rowdy-Code           | Bye Bye Nerdie                 | 11. März 2001          | 14. Jan. 2002                         |
| 265        | 17        | Die Sippe auf Safari                 | Simpson Safari                 | 1. Apr. 2001           | 21. Jan. 2002                         |
| 266        | 18        | Trilogie derselben Geschichte        | Trilogy of Error               | 29. Apr. 2001          | 28. Jan. 2002                         |
| 267        | 19        | Wunder gibt es immer wieder          | I’m Goin’ to Praiseland        | 6. Mai 2001            | 4. Feb. 2002                          |
| 268        | 20        | Der Schwindler und seine Kinder      | Children of a Lesser Clod      | 13. Mai 2001           | 11. Feb. 2002                         |
| 269        | 21        | Drei unglaubliche Geschichten        | Simpsons Tall Tales            | 20. Mai 2001           | 18. Feb. 2002                         |

## Staffel 13
| Nr. (ges.) | Nr. (St.) | Deutscher Titel                    | Originaltitel                 | Erstausstrahlung (USA) | Deutschsprachige Erstausstrahlung (D) |
| ---------- | --------- | ---------------------------------- | ----------------------------- | ---------------------- | ------------------------------------- |
| 270        | 1         | Hex and the City                   | Treehouse of Horror XII       | 6. Nov. 2001           | 1. März 2003                          |
| 271        | 2         | Ich bin bei dir, mein Sohn         | The Parent Rap                | 11. Nov. 2001          | 8. Feb. 2003                          |
| 272        | 3         | Homer und Moe St. Cool             | Homer the Moe                 | 18. Nov. 2001          | 15. Feb. 2003                         |
| 273        | 4         | Gloria – die wahre Liebe           | A Hunka Hunka Burns in Love   | 2. Dez. 2001           | 22. Feb. 2003                         |
| 274        | 5         | Aus dunklen Zeiten                 | The Blunder Years             | 9. Dez. 2001           | 8. März 2003                          |
| 275        | 6         | Allein ihr fehlt der Glaube        | She of Little Faith           | 16. Dez. 2001          | 15. März 2003                         |
| 276        | 7         | Familienkrawall – Maggie verhaftet | Brawl in the Family           | 6. Jan. 2002           | 22. März 2003                         |
| 277        | 8         | Die süßsaure Marge                 | Sweets and Sour Marge         | 20. Jan. 2002          | 29. März 2003                         |
| 278        | 9         | Sein Kiefer ist verdrahtet         | Jaws Wired Shut               | 27. Jan. 2002          | 5. Apr. 2003                          |
| 279        | 10        | Ein halbanständiger Antrag         | Half-Decent Proposal          | 10. Feb. 2002          | 12. Apr. 2003                         |
| 280        | 11        | Nach Kanada der Liebe wegen        | The Bart Wants What It Wants  | 17. Feb. 2002          | 19. Apr. 2003                         |
| 281        | 12        | Bart und sein Westernheld          | The Lastest Gun in the West   | 24. Feb. 2002          | 26. Apr. 2003                         |
| 282        | 13        | Abraham und Zelda                  | The Old Man and the Key       | 10. März 2002          | 3. Mai 2003                           |
| 283        | 14        | Drei uralte Geschichten            | Tales from the Public Domain  | 17. März 2002          | 10. Mai 2003                          |
| 284        | 15        | Das ist alles nur Lisas Schuld     | Blame It on Lisa              | 31. März 2002          | 17. Mai 2003                          |
| 285        | 16        | Homer einmal ganz woanders         | Weekend at Burnsie’s          | 7. Apr. 2002           | 24. Mai 2003                          |
| 286        | 17        | Forrest Plump und die Clip Show    | Gump Roast                    | 21. Apr. 2002          | 31. Mai 2003                          |
| 287        | 18        | Der rasende Wüterich               | I Am Furious Yellow           | 28. Apr. 2002          | 7. Juni 2003                          |
| 288        | 19        | Die Apu und Manjula Krise          | The Sweetest Apu              | 5. Mai 2002            | 14. Juni 2003                         |
| 289        | 20        | L.S. Meisterin des Doppellebens    | Little Girl in the Big Ten    | 12. Mai 2002           | 21. Juni 2003                         |
| 290        | 21        | Am Anfang war die Schreiraupe      | The Frying Game               | 19. Mai 2002           | 28. Juni 2003                         |
| 291        | 22        | Sicherheitsdienst „SpringShield“   | Poppa's Got a Brand New Badge | 22. Mai 2002           | 5. Juli 2003                          |

## Staffel 14
| Nr. (ges.) | Nr. (St.) | Deutscher Titel                | Originaltitel                     | Erstausstrahlung (USA) | Deutschsprachige Erstausstrahlung (D) |
| ---------- | --------- | ------------------------------ | --------------------------------- | ---------------------- | ------------------------------------- |
| 292        | 1         | Schickt die Klone rein         | Treehouse of Horror XIII          | 3. Nov. 2002           | 21. Feb. 2004                         |
| 293        | 2         | It’s only Rock’n’Roll          | How I Spent My Strummer Vacation  | 10. Nov. 2002          | 6. März 2004                          |
| 294        | 3         | Klassenkampf                   | Bart vs. Lisa vs. The Third Grade | 17. Nov. 2002          | 10. Jan. 2004                         |
| 295        | 4         | Marge – oben ohne              | Large Marge                       | 24. Nov. 2002          | 17. Jan. 2004                         |
| 296        | 5         | Der Videobeichtstuhl           | Helter Shelter                    | 1. Dez. 2002           | 24. Jan. 2004                         |
| 297        | 6         | Und der Mörder ist…            | The Great Louse Detective         | 15. Dez. 2002          | 31. Jan. 2004                         |
| 298        | 7         | Lehrerin des Jahres            | Special Edna                      | 5. Jan. 2003           | 7. Feb. 2004                          |
| 299        | 8         | Der Vater, der zu wenig wusste | The Dad Who Knew Too Little       | 12. Jan. 2003          | 14. Feb. 2004                         |
| 300        | 9         | Die starken Arme der Marge     | Strong Arms of the Ma             | 2. Feb. 2003           | 28. Feb. 2004                         |
| 301        | 10        | Ein kleines Gebet              | Pray Anything                     | 9. Feb. 2003           | 13. März 2004                         |
| 302        | 11        | Bart, das Werbebaby            | Barting Over                      | 16. Feb. 2003          | 6. März 2004                          |
| 303        | 12        | Buchstabe für Buchstabe        | I’m Spelling as Fast as I Can     | 16. Feb. 2003          | 20. März 2004                         |
| 304        | 13        | Ein Stern wird neugeboren      | A Star is Born-Again              | 2. März 2003           | 27. März 2004                         |
| 305        | 14        | Krusty im Kongress             | Mr. Spritz Goes to Washington     | 9. März 2003           | 17. Apr. 2004                         |
| 306        | 15        | Mr. Burns wird entlassen       | C.E. D’oh                         | 16. März 2003          | 8. Mai 2004                           |
| 307        | 16        | Nacht über Springfield         | ’Scuse Me While I Miss the Sky    | 30. März 2003          | 3. Apr. 2004                          |
| 308        | 17        | Homer auf Irrwegen             | Three Gays of the Condo           | 13. Apr. 2003          | 24. Apr. 2004                         |
| 309        | 18        | Auf der Familienranch          | Dude, Where’s My Ranch?           | 27. Apr. 2003          | 22. Mai 2004                          |
| 310        | 19        | Die Helden von Springfield     | Old Yeller Belly                  | 4. Mai 2003            | 10. Apr. 2004                         |
| 311        | 20        | Stresserella über alles        | Brake My Wife, Please             | 11. Mai 2003           | 15. Mai 2004                          |
| 312        | 21        | Auf dem Kriegspfad             | Bart of War                       | 18. Mai 2003           | 17. Apr. 2004                         |
| 313        | 22        | Moe Baby Blues                 | Moe Baby Blues                    | 18. Mai 2003           | 29. Mai 2004                          |

## Staffel 15
| Nr. (ges.) | Nr. (St.) | Deutscher Titel                                                       | Originaltitel                                                     | Erstausstrahlung (USA) | Deutschsprachige Erstausstrahlung (D) |
| ---------- | --------- | --------------------------------------------------------------------- | ----------------------------------------------------------------- | ---------------------- | ------------------------------------- |
| 314        | 1         | Todesgrüße aus Springfield                                            | Treehouse of Horror XIV                                           | 2. Nov. 2003           | 30. Okt. 2004                         |
| 315        | 2         | Wiedersehen nach Jahren                                               | My Mother the Carjacker                                           | 9. Nov. 2003           | 25. Sep. 2004                         |
| 316        | 3         | Die Perlen-Präsidentin                                                | The President Wore Pearls                                         | 16. Nov. 2003          | 2. Okt. 2004                          |
| 317        | 4         | Die Queen ist nicht erfreut!                                          | The Regina Monologues                                             | 23. Nov. 2003          | 9. Okt. 2004                          |
| 318        | 5         | Der Dicke und der Bär                                                 | The Fat and the Furriest                                          | 30. Nov. 2003          | 16. Okt. 2004                         |
| 319        | 6         | Krustys Bar Mitzvah                                                   | Today I am A Clown                                                | 7. Dez. 2003           | 23. Okt. 2004                         |
| 320        | 7         | Eine Simpsons-Weihnachtsgeschichte                                    | ’Tis The Fifteenth Season                                         | 14. Dez. 2003          | 18. Dez. 2004                         |
| 321        | 8         | Marge gegen Singles, Senioren, kinderlose Paare, Teenager und Schwule | Marge vs. Singles, Seniors, Childless Couples and Teens, and Gays | 4. Jan. 2004           | 6. Nov. 2004                          |
| 322        | 9         | Häuptling KnockaHomer                                                 | I, D’oh-Bot                                                       | 11. Jan. 2004          | 13. Nov. 2004                         |
| 323        | 10        | Fantasien einer durchgeknallten Hausfrau                              | Diatribe of a Mad Housewife                                       | 25. Jan. 2004          | 20. Nov. 2004                         |
| 324        | 11        | Geschichtsstunde mit Marge                                            | Margical History Tour                                             | 8. Feb. 2004           | 27. Nov. 2004                         |
| 325        | 12        | Milhouse lebt hier nicht mehr                                         | Milhouse Doesn’t Live Here Anymore                                | 15. Feb. 2004          | 4. Dez. 2004                          |
| 326        | 13        | Klug & Klüger                                                         | Smart and Smarter                                                 | 22. Feb. 2004          | 11. Dez. 2004                         |
| 327        | 14        | Rat mal, wer zum Essen kommt                                          | The Ziff Who Came to Dinner                                       | 14. März 2004          | 8. Jan. 2005                          |
| 328        | 15        | Marge im Suff                                                         | Co-Dependent’s Day                                                | 21. März 2004          | 15. Jan. 2005                         |
| 329        | 16        | Die Verurteilten                                                      | The Wandering Juvie                                               | 28. März 2004          | 22. Jan. 2005                         |
| 330        | 17        | Hochzeit auf Klingonisch                                              | My Big Fat Geek Wedding                                           | 18. Apr. 2004          | 29. Jan. 2005                         |
| 331        | 18        | Auf der Flucht                                                        | Catch ’Em If You Can                                              | 25. Apr. 2004          | 5. Feb. 2005                          |
| 332        | 19        | Der Tortenmann schlägt zurück                                         | Simple Simpson                                                    | 2. Mai 2004            | 12. Feb. 2005                         |
| 333        | 20        | Die erste Liebe                                                       | The Way We Weren’t                                                | 9. Mai 2004            | 19. Feb. 2005                         |
| 334        | 21        | Geächtet                                                              | Bart-Mangled Banner                                               | 16. Mai 2004           | 26. Feb. 2005                         |
| 335        | 22        | Der große Nachrichtenschwindel                                        | Fraudcast News                                                    | 23. Mai 2004           | 5. März 2005                          |

## Staffel 16
| Nr. (ges.) | Nr. (St.) | Deutscher Titel                              | Originaltitel                                | Erstausstrahlung (USA) | Deutschsprachige Erstausstrahlung (D) |
| ---------- | --------- | -------------------------------------------- | -------------------------------------------- | ---------------------- | ------------------------------------- |
| 336        | 1         | Vier Enthauptungen und ein Todesfall         | Treehouse of Horror XV                       | 7. Nov. 2004           | 29. Okt. 2005                         |
| 337        | 2         | Die geheime Zutat                            | All’s Fair in Oven War                       | 14. Nov. 2004          | 3. Sep. 2005                          |
| 338        | 3         | Der Feind in meinem Bett                     | Sleeping with the Enemy                      | 21. Nov. 2004          | 10. Sep. 2005                         |
| 339        | 4         | Marges alte Freundin                         | She Used to Be My Girl                       | 5. Dez. 2004           | 17. Sep. 2005                         |
| 340        | 5         | Dicker Mann und kleiner Junge                | Fat Man and Little Boy                       | 12. Dez. 2004          | 24. Sep. 2005                         |
| 341        | 6         | Nach Kanada der Pillen wegen                 | Midnight Rx                                  | 16. Jan. 2005          | 1. Okt. 2005                          |
| 342        | 7         | Moes Taverne                                 | Mommie Beerest                               | 30. Jan. 2005          | 8. Okt. 2005                          |
| 343        | 8         | Homer und die Halbzeit-Show                  | Homer and Ned’s Hail Mary Pass               | 6. Feb. 2005           | 15. Okt. 2005                         |
| 344        | 9         | Pranksta Rap                                 | Pranksta Rap                                 | 13. Feb. 2005          | 5. Nov. 2005                          |
| 345        | 10        | Drum prüfe, wer sich ewig bindet             | There’s Something About Marrying             | 20. Feb. 2005          | 22. Okt. 2005                         |
| 346        | 11        | Die böse Hexe des Westens                    | On a Clear Day I Can’t See My Sister         | 6. März 2005           | 19. Nov. 2005                         |
| 347        | 12        | Der lächelnde Buddha                         | Goo Goo Gai Pan                              | 13. März 2005          | 26. Nov. 2005                         |
| 348        | 13        | Homer mobil                                  | Mobile Homer                                 | 20. März 2005          | 3. Dez. 2005                          |
| 349        | 14        | Homer, die Ratte                             | The Seven-Beer Snitch                        | 3. Apr. 2005           | 10. Dez. 2005                         |
| 350        | 15        | Future-Drama                                 | Future-Drama                                 | 17. Apr. 2005          | 17. Dez. 2005                         |
| 351        | 16        | Der eingebildete Dachdecker                  | Don’t Fear the Roofer                        | 1. Mai 2005            | 14. Jan. 2006                         |
| 352        | 17        | Das große Fressen                            | The Heartbroke Kid                           | 1. Mai 2005            | 7. Jan. 2006                          |
| 353        | 18        | Lisa Simpson: Superstar                      | A Star is Torn                               | 8. Mai 2005            | 21. Jan. 2006                         |
| 354        | 19        | Das jüngste Gericht                          | Thank God It’s Doomsday                      | 8. Mai 2005            | 28. Jan. 2006                         |
| 355        | 20        | Schau heimwärts, Flanders                    | Home Away From Homer                         | 15. Mai 2005           | 4. Feb. 2006                          |
| 356        | 21        | Der Vater, der Sohn und der heilige Gaststar | The Father, The Son, and The Holy Guest Star | 15. Mai 2005           | 11. Feb. 2006                         |

## Staffel 17
| Nr. (ges.) | Nr. (St.) | Deutscher Titel                     | Originaltitel                      | Erstausstrahlung (USA) | Deutschsprachige Erstausstrahlung (D) |
| ---------- | --------- | ----------------------------------- | ---------------------------------- | ---------------------- | ------------------------------------- |
| 357        | 1         | Es lebe die Seekuh!                 | Bonfire of the Manatees            | 11. Sep. 2005          | 3. Sep. 2006                          |
| 358        | 2         | Angst essen Seele auf               | The Girl Who Slept Too Little      | 18. Sep. 2005          | 10. Sep. 2006                         |
| 359        | 3         | Milhouse aus Sand und Nebel         | Milhouse of Sand and Fog           | 25. Sep. 2005          | 17. Sep. 2006                         |
| 360        | 4         | B.I.: Bartificial Intelligence      | Treehouse of Horror XVI            | 6. Nov. 2005           | 29. Okt. 2006                         |
| 361        | 5         | Mamas kleiner Liebling              | Marge’s Son Poisoning              | 13. Nov. 2005          | 24. Sep. 2006                         |
| 362        | 6         | Der Sicherheitssalamander           | See Homer Run                      | 20. Nov. 2005          | 1. Okt. 2006                          |
| 363        | 7         | Marge und der Frauen-Club           | The Last of the Red Hat Mamas      | 27. Nov. 2005          | 8. Okt. 2006                          |
| 364        | 8         | Der italienische Bob                | The Italian Bob                    | 11. Dez. 2005          | 15. Okt. 2006                         |
| 365        | 9         | Simpsons Weihnachtsgeschichten      | Simpsons Christmas Stories         | 18. Dez. 2005          | 5. Nov. 2006                          |
| 366        | 10        | Wer ist Homers Vater?               | Homer’s Paternity Coot             | 8. Jan. 2006           | 22. Okt. 2006                         |
| 367        | 11        | Straße der Verdammten               | We’re on the Road to D’ohwhere     | 29. Jan. 2006          | 12. Nov. 2006                         |
| 368        | 12        | Ein perfekter Gentleman             | My Fair Laddy                      | 26. Feb. 2006          | 21. Jan. 2007                         |
| 369        | 13        | Die scheinbar unendliche Geschichte | The Seemingly Never-Ending Story   | 12. März 2006          | 28. Jan. 2007                         |
| 370        | 14        | Bart hat zwei Mütter                | Bart Has Two Mommies               | 19. März 2006          | 4. Feb. 2007                          |
| 371        | 15        | Frauentausch                        | Homer Simpson, This Is Your Wife   | 26. März 2006          | 11. Feb. 2007                         |
| 372        | 16        | Corrida de Toro                     | Million Dollar Abie                | 2. Apr. 2006           | 18. Feb. 2007                         |
| 373        | 17        | Kiss Kiss Bang Bangalore            | Kiss Kiss, Bang Bangalore          | 9. Apr. 2006           | 25. Feb. 2007                         |
| 374        | 18        | Drei nasse Geschichten              | The Wettest Stories Ever Told      | 23. Apr. 2006          | 4. März 2007                          |
| 375        | 19        | Gleichung mit einem Unbekannten     | Girls Just Want to Have Sums       | 30. Apr. 2006          | 11. März 2007                         |
| 376        | 20        | Selig sind die Unwissenden          | Regarding Margie                   | 7. Mai 2006            | 25. März 2007                         |
| 377        | 21        | Gott gegen Lisa Simpson             | The Monkey Suit                    | 14. Mai 2006           | 1. Apr. 2007                          |
| 378        | 22        | Homerun für die Liebe               | Marge and Homer Turn a Couple Play | 21. Mai 2006           | 8. Apr. 2007                          |

## Staffel 18
| Nr. (ges.) | Nr. (St.) | Deutscher Titel                               | Originaltitel                                  | Erstausstrahlung (USA) | Deutschsprachige Erstausstrahlung (D) |
| ---------- | --------- | --------------------------------------------- | ---------------------------------------------- | ---------------------- | ------------------------------------- |
| 379        | 1         | Der Koch, der Mafioso, die Frau und ihr Homer | The Mook, the Chef, the Wife and Her Homer     | 10. Sep. 2006          | 9. Sep. 2007                          |
| 380        | 2         | Jazzy and the Pussycats                       | Jazzy and the Pussycats                        | 17. Sep. 2006          | 9. Sep. 2007                          |
| 381        | 3         | Homer, hol den Hammer raus                    | Please Homer, Don’t Hammer ’Em                 | 24. Sep. 2006          | 16. Sep. 2007                         |
| 382        | 4         | Krieg der Welten                              | Treehouse of Horror XVII                       | 5. Nov. 2006           | 30. Okt. 2007                         |
| 383        | 5         | G.I. Homer                                    | G.I. D’oh                                      | 12. Nov. 2006          | 23. Sep. 2007                         |
| 384        | 6         | Das literarische Duett                        | Moe’N’a Lisa                                   | 19. Nov. 2006          | 30. Sep. 2007                         |
| 385        | 7         | Kunst am Stiel                                | Ice Cream of Margie (With the Light Blue Hair) | 26. Nov. 2006          | 7. Okt. 2007                          |
| 386        | 8         | Beste Freunde                                 | The Haw-Hawed Couple                           | 10. Dez. 2006          | 14. Okt. 2007                         |
| 387        | 9         | Kill Gil – Vol. 1 & 2                         | Kill Gil, Volumes I & II                       | 17. Dez. 2006          | 23. Dez. 2007                         |
| 388        | 10        | Der perfekte Sturm                            | The Wife Aquatic                               | 7. Jan. 2007           | 21. Okt. 2007                         |
| 389        | 11        | Rache ist dreimal süß                         | Revenge is a Dish Best Served Three Times      | 28. Jan. 2007          | 4. Nov. 2007                          |
| 390        | 12        | Mit gespaltener Zunge                         | Little Big Girl                                | 11. Feb. 2007          | 11. Nov. 2007                         |
| 391        | 13        | Springfield wird erwachsen                    | Springfield Up                                 | 18. Feb. 2007          | 18. Nov. 2007                         |
| 392        | 14        | Selig sind die Dummen                         | Yokel Chords                                   | 4. März 2007           | 25. Nov. 2007                         |
| 393        | 15        | Ein unmögliches Paar                          | Rome-old and Juli-eh                           | 11. März 2007          | 2. Dez. 2007                          |
| 394        | 16        | Homerazzi                                     | Homerazzi                                      | 25. März 2007          | 9. Dez. 2007                          |
| 395        | 17        | Marge Online                                  | Marge Gamer                                    | 22. Apr. 2007          | 16. Dez. 2007                         |
| 396        | 18        | Ballverlust                                   | The Boys of Bummer                             | 29. Apr. 2007          | 30. Dez. 2007                         |
| 397        | 19        | Brand und Beute                               | Crook and Ladder                               | 6. Mai 2007            | 6. Jan. 2008                          |
| 398        | 20        | Stop! Oder mein Hund schießt                  | Stop Or My Dog Will Shoot                      | 13. Mai 2007           | 13. Jan. 2008                         |
| 399        | 21        | 24 Minuten                                    | 24 Minutes                                     | 20. Mai 2007           | 20. Jan. 2008                         |
| 400        | 22        | Das böse Wort                                 | You Kent Always Say What You Want              | 20. Mai 2007           | 27. Jan. 2008                         |

## Staffel 19
| Nr. (ges.) | Nr. (St.) | Deutscher Titel                                           | Originaltitel                               | Erstausstrahlung (USA) | Deutschsprachige Erstausstrahlung (D) |
| ---------- | --------- | --------------------------------------------------------- | ------------------------------------------- | ---------------------- | ------------------------------------- |
| 401        | 1         | Die unglaubliche Reise in einem verrückten Privatflugzeug | He Loves To Fly And He D’oh’s               | 23. Sep. 2007          | 6. Okt. 2008                          |
| 402        | 2         | Homerotti                                                 | The Homer of Seville                        | 30. Sep. 2007          | 6. Okt. 2008                          |
| 403        | 3         | Abgeschleppt!                                             | Midnight Towboy                             | 7. Okt. 2007           | 13. Okt. 2008                         |
| 404        | 4         | Ich will nicht wissen, warum der gefangene Vogel singt    | I Don’t Wanna Know Why the Caged Bird Sings | 14. Okt. 2007          | 20. Okt. 2008                         |
| 405        | 5         | Nach Hause telefonieren                                   | Treehouse of Horror XVIII                   | 4. Nov. 2007           | 3. Nov. 2008                          |
| 406        | 6         | Kleiner Waise Milhouse                                    | Little Orphan Millie                        | 11. Nov. 2007          | 27. Okt. 2008                         |
| 407        | 7         | Szenen einer Ehe                                          | Husbands and Knives                         | 18. Nov. 2007          | 10. Nov. 2008                         |
| 408        | 8         | Begräbnis für einen Feind                                 | Funeral for a Fiend                         | 25. Nov. 2007          | 17. Nov. 2008                         |
| 409        | 9         | Vergiss-Marge-Nicht                                       | Eternal Moonshine of the Simpson Mind       | 16. Dez. 2007          | 1. Dez. 2008                          |
| 410        | 10        | Hello, Mr. President                                      | E. Pluribus Wiggum                          | 6. Jan. 2008           | 8. Dez. 2008                          |
| 411        | 11        | Die wilden 90er                                           | That 90’s Show                              | 27. Jan. 2008          | 15. Dez. 2008                         |
| 412        | 12        | Die Liebe in Springfield                                  | Love, Springfieldian Style                  | 17. Feb. 2008          | 9. Feb. 2009                          |
| 413        | 13        | Debarted – Unter Ratten                                   | The Debarted                                | 2. März 2008           | 22. Dez. 2008                         |
| 414        | 14        | Bei Absturz Mord                                          | Dial ’N’ for Nerder                         | 9. März 2008           | 12. Jan. 2009                         |
| 415        | 15        | Schall und Rauch                                          | Smoke on the Daughter                       | 30. März 2008          | 19. Jan. 2009                         |
| 416        | 16        | Die Sünden der Väter                                      | Papa Don’t Leech                            | 13. Apr. 2008          | 26. Jan. 2009                         |
| 417        | 17        | Rinderwahn                                                | Apocalypse Cow                              | 27. Apr. 2008          | 2. Feb. 2009                          |
| 418        | 18        | Down by Lisa                                              | Any Given Sundance                          | 4. Mai 2008            | 16. Feb. 2009                         |
| 419        | 19        | Lebewohl, Mona                                            | Mona Leaves-a                               | 11. Mai 2008           | 23. Feb. 2009                         |
| 420        | 20        | Alles über Lisa                                           | All About Lisa                              | 18. Mai 2008           | 2. März 2009                          |

## Staffel 20
| Nr. (ges.) | Nr. (St.) | Deutscher Titel                                 | Originaltitel                       | Erstausstrahlung USA | Deutschsprachige Erstausstrahlung (D) |
| ---------- | --------- | ----------------------------------------------- | ----------------------------------- | -------------------- | ------------------------------------- |
| 421        | 1         | Kuchen, Kopfgeld und Kautionen                  | Sex, Pies and Idiot Scrapes         | 28. Sep. 2008        | 15. Sep. 2009                         |
| 422        | 2         | Jäger des verlorenen Handys                     | Lost Verizon                        | 5. Okt. 2008         | 22. Sep. 2009                         |
| 423        | 3         | Gemischtes Doppel                               | Double, Double, Boy in Trouble      | 19. Okt. 2008        | 29. Sep. 2009                         |
| 424        | 4         | Der Tod kommt dreimal                           | Treehouse of Horror XIX             | 2. Nov. 2008         | 27. Okt. 2009                         |
| 425        | 5         | Gefährliche Kurven                              | Dangerous Curves                    | 9. Nov. 2008         | 6. Okt. 2009                          |
| 426        | 6         | Das Kreuz mit den Worträtseln                   | Homer and Lisa Exchange Cross Words | 16. Nov. 2008        | 13. Okt. 2009                         |
| 427        | 7         | Bin runterladen                                 | Mypods and Boomsticks               | 30. Nov. 2008        | 20. Okt. 2009                         |
| 428        | 8         | Ja, diese Biene, die ich meine, die heißt Monty | The Burns and the Bees              | 7. Dez. 2008         | 3. Nov. 2009                          |
| 429        | 9         | Die Chroniken von Equalia                       | Lisa the Drama Queen                | 25. Jan. 2009        | 10. Nov. 2009                         |
| 430        | 10        | Quatsch mit Soße                                | Take My Life, Please                | 15. Feb. 2009        | 17. Nov. 2009                         |
| 431        | 11        | Beim Testen nichts Neues                        | How the Test Was Won                | 1. März 2009         | 24. Nov. 2009                         |
| 432        | 12        | Liebe deinen Nachbarn                           | No Loan Again, Naturally            | 8. März 2009         | 15. Dez. 2009                         |
| 433        | 13        | Auf der Jagd nach dem Juwel von Springfield     | Gone Maggie Gone                    | 15. März 2009        | 22. Dez. 2009                         |
| 434        | 14        | Im Namen des Großvaters                         | In the Name of the Grandfather      | 22. März 2009        | 12. Jan. 2010                         |
| 435        | 15        | Hochzeit kommt vor dem Fall                     | Wedding for Disaster                | 29. März 2009        | 19. Jan. 2010                         |
| 436        | 16        | Große, kleine Liebe                             | Eeny Teeny Maya Moe                 | 5. Apr. 2009         | 26. Jan. 2010                         |
| 437        | 17        | Verliebt und zugedröhnt                         | The Good, the Sad and the Drugly    | 19. Apr. 2009        | 16. März 2010                         |
| 438        | 18        | Der Papa wird’s nicht richten                   | Father Knows Worst                  | 26. Apr. 2009        | 23. März 2010                         |
| 439        | 19        | Auf nach Waverly Hills                          | Waverly Hills 9-0-2-1-D’Oh          | 3. Mai 2009          | 30. März 2010                         |
| 440        | 20        | Vier Powerfrauen und eine Maniküre              | Four Great Women and a Manicure     | 10. Mai 2009         | 6. Apr. 2010                          |
| 441        | 21        | Es war einmal in Homerika                       | Coming to Homerica                  | 17. Mai 2009         | 13. Apr. 2010                         |

## Staffel 21
| Nr. (ges.) | Nr. (St.) | Deutscher Titel              | Originaltitel                   | Erstausstrahlung (USA) | Deutschsprachige Erstausstrahlung (D) |
| ---------- | --------- | ---------------------------- | ------------------------------- | ---------------------- | ------------------------------------- |
| 442        | 1         | Everyman begins              | Homer the Whopper               | 27. Sep. 2009          | 7. Sep. 2010                          |
| 443        | 2         | Die Antwort                  | Bart Gets a 'Z'                 | 4. Okt. 2009           | 14. Sep. 2010                         |
| 444        | 3         | Marge macht mobil            | The Great Wife Hope             | 27. Sep. 2009          | 21. Sep. 2010                         |
| 445        | 4         | Mörder, Zombies und Musik    | Treehouse of Horror XX          | 18. Okt. 2009          | 26. Okt. 2010                         |
| 446        | 5         | Der Teufel trägt Nada        | The Devil Wears Nada            | 15. Nov. 2009          | 28. Sep. 2010                         |
| 447        | 6         | L wie Looser                 | Pranks and Greens               | 22. Nov. 2009          | 5. Okt. 2010                          |
| 448        | 7         | Die Hexen von Springfield    | Rednecks and Broomsticks        | 29. Nov. 2009          | 12. Okt. 2010                         |
| 449        | 8         | Lebe lieber unbebrudert      | O Brother, Where Bart Thou?     | 13. Dez. 2009          | 19. Okt. 2010                         |
| 450        | 9         | Donnerstags bei Abe          | Thursdays with Abie             | 3. Jan. 2010           | 2. Nov. 2010                          |
| 451        | 10        | Es war einmal in Springfield | Once Upon a Time in Springfield | 10. Jan. 2010          | 9. Nov. 2010                          |
| 452        | 11        | Million Dollar Homie         | Million Dollar Maybe            | 31. Jan. 2010          | 16. Nov. 2010                         |
| 453        | 12        | Curling Queen                | Boy Meets Curl                  | 14. Feb. 2010          | 23. Nov. 2010                         |
| 454        | 13        | Die Farbe Gelb               | The Color Yellow                | 21. Feb. 2010          | 30. Nov. 2010                         |
| 455        | 14        | Grand Theft U-Bahn           | Postcards from the Wedge        | 14. März 2010          | 8. März 2011                          |
| 456        | 15        | Der gestohlene Kuss          | Stealing First Base             | 21. März 2010          | 15. März 2011                         |
| 457        | 16        | Simpson und Gomorrha         | The Greatest Story Ever D’ohed  | 28. März 2010          | 22. März 2011                         |
| 458        | 17        | Jailhouse Blues              | American History X-cellent      | 11. Apr. 2010          | 29. März 2011                         |
| 459        | 18        | Chief der Herzen             | Chief of Hearts                 | 18. Apr. 2010          | 5. Apr. 2011                          |
| 460        | 19        | Walverwandtschaft            | The Squirt and the Whale        | 25. Apr. 2010          | 12. Apr. 2011                         |
| 461        | 20        | Nedtropolis                  | To Surveil With Love            | 2. Mai 2010            | 19. Apr. 2011                         |
| 462        | 21        | Der weinende Dritte          | Moe Letter Blues                | 9. Mai 2010            | 26. Apr. 2011                         |
| 463        | 22        | Bob von nebenan              | The Bob Next Door               | 16. Mai 2010           | 3. Mai 2011                           |
| 464        | 23        | Richte deinen Nächsten       | Judge Me Tender                 | 23. Mai 2010           | 17. Mai 2011                          |

## Staffel 22
Die 22. Staffel lief vom 26. September 2010 bis zum 22. Mai 2011 auf dem US-amerikanischen Sender Fox. Die deutschsprachige Erstausstrahlung sendete der Sender ProSieben vom 30. August 2011 bis zum 20. März 2012.
| Nr. (ges.) | Nr. (St.) | Deutscher Titel                       | Originaltitel                             | Erstausstrahlung (USA) | Deutschsprachige Erstausstrahlung (D) |
| ---------- | --------- | ------------------------------------- | ----------------------------------------- | ---------------------- | ------------------------------------- |
| 465        | 1         | Grundschul-Musical                    | Elementary School Musical                 | 26. Sep. 2010          | 30. Aug. 2011                         |
| 466        | 2         | Auf diese Lisa können sie bauen       | Loan-a Lisa                               | 3. Okt. 2010           | 6. Sep. 2011                          |
| 467        | 3         | The Lisa Series                       | MoneyBART                                 | 10. Okt. 2010          | 13. Sep. 2011                         |
| 468        | 4         | Blut und Spiele                       | Treehouse of Horror XXI                   | 7. Nov. 2010           | 29. Okt. 2011                         |
| 469        | 5         | Die Lisa-Studie                       | Lisa Simpson, This Isn’t Your Life        | 14. Nov. 2010          | 20. Sep. 2011                         |
| 470        | 6         | Das Wunder von Burns                  | The Fool Monty                            | 21. Nov. 2010          | 27. Sep. 2011                         |
| 471        | 7         | Eine Taube macht noch keinen Sommer   | How Munched is that Birdie in the Window? | 28. Nov. 2010          | 4. Okt. 2011                          |
| 472        | 8         | The Fight Before Christmas            | The Fight Before Christmas                | 5. Dez. 2010           | 6. Dez. 2011                          |
| 473        | 9         | Donnie Fatso                          | Donnie Fatso                              | 12. Dez. 2010          | 11. Okt. 2011                         |
| 474        | 10        | Im Zeichen des Schwertes              | Moms I’d Like to Forget                   | 9. Jan. 2011           | 18. Okt. 2011                         |
| 475        | 11        | Moeback Mountain                      | Flaming Moe                               | 16. Jan. 2011          | 25. Okt. 2011                         |
| 476        | 12        | Wenn der Homer mit dem Sohne          | Homer the Father                          | 23. Jan. 2011          | 10. Jan. 2012                         |
| 477        | 13        | Die Farbe Grau                        | The Blue and the Gray                     | 13. Feb. 2011          | 17. Jan. 2012                         |
| 478        | 14        | Wütender Dad – Der Film               | Angry Dad – The Movie                     | 20. Feb. 2011          | 24. Jan. 2012                         |
| 479        | 15        | Skorpione wie wir                     | The Scorpion’s Tale                       | 6. März 2011           | 31. Jan. 2012                         |
| 480        | 16        | Ein Sommernachtstrip                  | A Midsummer’s Nice Dreams                 | 13. März 2011          | 7. Feb. 2012                          |
| 481        | 17        | Denn sie wissen nicht, wen sie würgen | Love is a Many Strangled Thing            | 27. März 2011          | 14. Feb. 2012                         |
| 482        | 18        | Die große Simpsina                    | The Great Simpsina                        | 10. Apr. 2011          | 21. Feb. 2012                         |
| 483        | 19        | Die Mafiosi-Braut                     | The Real Housewives of Fat Tony           | 1. Mai 2011            | 28. Feb. 2012                         |
| 484        | 20        | Homer mit den Fingerhänden            | Homer Scissorhands                        | 8. Mai 2011            | 6. März 2012                          |
| 485        | 21        | 500 Schlüssel                         | 500 Keys                                  | 15. Mai 2011           | 13. März 2012                         |
| 486        | 22        | Nedna                                 | The Ned-Liest Catch                       | 22. Mai 2011           | 20. März 2012                         |

## Staffel 23
Anfang November 2010 wurde vom Fernsehsender Fox die 23. Staffel der Zeichentrickserie angekündigt, die die Jubiläumsfolge 500 enthält. Die Ausstrahlung der Staffel fand vom 25. September 2011 bis zum 20. Mai 2012 statt. Die deutschsprachige Erstausstrahlung fand vom 27. August 2012 bis zum 18. März 2013 auf dem Sender ProSieben statt.
| Nr. (ges.) | Nr. (St.) | Deutscher Titel                      | Originaltitel                                     | Erstausstrahlung (USA) | Deutschsprachige Erstausstrahlung (D) |
| ---------- | --------- | ------------------------------------ | ------------------------------------------------- | ---------------------- | ------------------------------------- |
| 487        | 1         | Homer Impossible                     | The Falcon and the D’Ohman                        | 25. Sep. 2011          | 27. Aug. 2012                         |
| 488        | 2         | Teddy-Power                          | Bart Stops to Smell the Roosevelts                | 2. Okt. 2011           | 27. Aug. 2012                         |
| 489        | 3         | Spider-Killer-Avatar-Man             | Treehouse of Horror XXII                          | 30. Okt. 2011          | 29. Okt. 2012                         |
| 490        | 4         | Das Ding, das aus Ohio kam           | Replaceable You                                   | 6. Nov. 2011           | 3. Sep. 2012                          |
| 491        | 5         | FoodFellas                           | The Food Wife                                     | 13. Nov. 2011          | 10. Sep. 2012                         |
| 492        | 6         | Homers Sieben                        | The Book Job                                      | 20. Nov. 2011          | 17. Sep. 2012                         |
| 493        | 7         | Der Mann im blauen Flanell           | The Man in the Blue Flannel Pants                 | 27. Nov. 2011          | 24. Sep. 2012                         |
| 494        | 8         | Agentin mit Schmerz                  | The Ten-Per-Cent Solution                         | 4. Dez. 2011           | 1. Okt. 2012                          |
| 495        | 9         | Weihnachten – Die nächste Generation | Holidays of Future Passed                         | 11. Dez. 2011          | 15. Okt. 2012                         |
| 496        | 10        | Im Rausch der Macht                  | Politically Inept, With Homer Simpson             | 8. Jan. 2012           | 8. Okt. 2012                          |
| 497        | 11        | Freundschaftsanfrage von Lisa        | The D’Oh-cial Network                             | 15. Jan. 2012          | 5. Nov. 2012                          |
| 498        | 12        | Der Stoff, aus dem die Träume sind   | Moe Goes From Rags To Riches                      | 29. Jan. 2012          | 22. Okt. 2012                         |
| 499        | 13        | Unter dem Maulbeerbaum               | The Daughter Also Rises                           | 12. Feb. 2012          | 21. Jan. 2013                         |
| 500        | 14        | Fern der Heimat                      | At Long Last Leave                                | 19. Feb. 2012          | 28. Jan. 2013                         |
| 501        | 15        | El Barto                             | Exit Through the Kwik-E-Mart                      | 4. März 2012           | 4. Feb. 2013                          |
| 502        | 16        | How I Wet Your Mother                | How I Wet Your Mother                             | 11. März 2012          | 11. Feb. 2013                         |
| 503        | 17        | Mein Freund, der Roboter             | Them, Robot                                       | 18. März 2012          | 18. Feb. 2013                         |
| 504        | 18        | Gestrandet                           | Beware My Cheating Bart                           | 15. Apr. 2012          | 25. Feb. 2013                         |
| 505        | 19        | Im Zeichen der Kreuzfahrt            | A Totally Fun Thing That Bart Will Never Do Again | 29. Apr. 2012          | 25. Feb. 2013                         |
| 506        | 20        | Der Spion, der mich anlernte         | The Spy Who Learned Me                            | 6. Mai 2012            | 4. März 2013                          |
| 507        | 21        | Schlaflos mit Nedna                  | Ned ’N Edna’s Blend                               | 13. Mai 2012           | 18. März 2013                         |
| 508        | 22        | Lisa wird gaga                       | Lisa Goes Gaga                                    | 20. Mai 2012           | 11. März 2013                         |

## Staffel 24
Die Erstausstrahlung der 24. Staffel war vom 30. September 2012 bis zum 19. Mai 2013 beim US-amerikanischen Sender Fox zu sehen. Die deutschsprachige Erstausstrahlung lief vom 26. August 2013 bis zum 17. März 2014 beim deutschen Free-TV-Sender ProSieben.
| Nr. (ges.) | Nr. (St.) | Deutscher Titel                                              | Originaltitel                   | Erstausstrahlung USA | Deutschsprachige Erstausstrahlung (D) | Regie             | Drehbuch                           |
| ---------- | --------- | ------------------------------------------------------------ | ------------------------------- | -------------------- | ------------------------------------- | ----------------- | ---------------------------------- |
| 509        | 1         | Moonshine River                                              | Moonshine River                 | 30. Sep. 2012        | 26. Aug. 2013                         | Bob Anderson      | Tim Long                           |
| 510        | 2         | Die unheimlich verteufelte Zeitreise durch das schwarze Loch | Treehouse of Horror XXIII       | 7. Okt. 2012         | 26. Aug. 2013                         | Steven Dean Moore | David Mandel & Brian Kelley        |
| 511        | 3         | Homers vergessene Kinder                                     | Adventures in Baby-Getting      | 4. Nov. 2012         | 2. Sep. 2013                          | Rob Oliver        | Bill Odenkirk                      |
| 512        | 4         | Grampa auf Abwegen                                           | Gone Abie Gone                  | 11. Nov. 2012        | 9. Sep. 2013                          | Matthew Nastuk    | Joel H. Cohen                      |
| 513        | 5         | Goodsimpsons                                                 | Penny-Wiseguys                  | 18. Nov. 2012        | 9. Sep. 2013                          | Mark Kirkland     | Michael Price                      |
| 514        | 6         | Mein Freund, der Wunderbaum                                  | A Tree Grows in Springfield     | 25. Nov. 2012        | 16. Sep. 2013                         | Timothy Bailey    | Stephanie Gillis                   |
| 515        | 7         | Coole Aussichten                                             | The Day the Earth Stood Cool    | 9. Dez. 2012         | 23. Sep. 2013                         | Matthew Faughnan  | Matt Selman                        |
| 516        | 8         | Wem der Bongo schlägt                                        | To Cur With Love                | 16. Dez. 2012        | 30. Sep. 2013                         | Steven Dean Moore | Carolyn Omine                      |
| 517        | 9         | Homergeddon                                                  | Homer Goes To Prep School       | 6. Jan. 2013         | 7. Okt. 2013                          | Mark Kirkland     | Brian Kelley                       |
| 518        | 10        | Das Bart-Ultimatum                                           | A Test Before Trying            | 13. Jan. 2013        | 14. Okt. 2013                         | Chris Clements    | Joel H. Cohen                      |
| 519        | 11        | Stille Wasser sind adoptiv                                   | The Changing of the Guardian    | 27. Jan. 2013        | 21. Okt. 2013                         | Bob Anderson      | Rob Lazebnik                       |
| 520        | 12        | Verrückt nach Mary                                           | Love is a Many-Splintered Thing | 10. Feb. 2013        | 6. Jan. 2014                          | Michael Polcino   | Tim Long                           |
| 521        | 13        | Eine Glatze macht noch keinen Kirk                           | Hardly Kirk-ing                 | 17. Feb. 2013        | 13. Jan. 2014                         | Matthew Nastuk    | Tom Gammill & Max Pross            |
| 522        | 14        | Der glamouröse Godfrey                                       | Gorgeous Grampa                 | 3. März 2013         | 20. Jan. 2014                         | Chuck Sheetz      | Matt Selman                        |
| 523        | 15        | Blauauge sei wachsam                                         | Black-Eyed, Please              | 10. März 2013        | 27. Jan. 2014                         | Matthew Schofield | John Frink                         |
| 524        | 16        | Burns Begins                                                 | Dark Knight Court               | 17. März 2013        | 3. Feb. 2014                          | Mark Kirkland     | Billy Kimball & Ian Maxtone-Graham |
| 525        | 17        | Was animierte Frauen wollen                                  | What Animated Women Want        | 14. Apr. 2013        | 10. Feb. 2014                         | Steven Dean Moore | J. Stewart Burns                   |
| 526        | 18        | Apokalypse Springfield                                       | Pulpit Friction                 | 28. Apr. 2013        | 17. Feb. 2014                         | Chris Clements    | Bill Odenkirk                      |
| 527        | 19        | Whiskey Business                                             | Whiskey Business                | 5. Mai 2013          | 24. Feb. 2014                         | Matthew Nastuk    | Valentina L. Garza                 |
| 528        | 20        | Der fabelhafte Faker Boy                                     | The Fabulous Faker Boy          | 12. Mai 2013         | 3. März 2014                          | Bob Anderson      | Brian McConnachie                  |
| 529        | 21        | Die Legende von Carl                                         | The Saga of Carl Carlson        | 19. Mai 2013         | 10. März 2014                         | Chuck Sheetz      | Eric Kaplan                        |
| 530        | 22        | Glück auf Schienen                                           | Dangers On A Train              | 19. Mai 2013         | 17. März 2014                         | Steven Dean Moore | Michael Price                      |

## Staffel 25
Die Erstausstrahlung der 25. Staffel war vom 29. September 2013 bis zum 18. Mai 2014 auf dem US-amerikanischen Sender Fox zu sehen. Die deutschsprachige Erstausstrahlung sendete der deutsche Free-TV-Sender ProSieben vom 1. September 2014 bis zum 16. März 2015.
| Nr. (ges.) | Nr. (St.) | Deutscher Titel                      | Originaltitel                         | Erstausstrahlung USA | Deutschsprachige Erstausstrahlung (D) | Regie             | Drehbuch                           |
| ---------- | --------- | ------------------------------------ | ------------------------------------- | -------------------- | ------------------------------------- | ----------------- | ---------------------------------- |
| 531        | 1         | Homerland                            | Homerland                             | 29. Sep. 2013        | 1. Sep. 2014                          | Bob Anderson      | Stephanie Gillis                   |
| 532        | 2         | Freaks in der Manege                 | Treehouse of Horror XXIV              | 6. Okt. 2013         | 27. Okt. 2014                         | Rob Oliver        | Jeff Westbrook                     |
| 533        | 3         | Nichts bereuen                       | Four Regrettings and a Funeral        | 3. Nov. 2013         | 8. Sep. 2014                          | Mark Kirkland     | Marc Wilmore                       |
| 534        | 4         | YOLO                                 | YOLO                                  | 10. Nov. 2013        | 15. Sep. 2014                         | Michael Polcino   | Michael Nobori                     |
| 535        | 5         | Homer Junior                         | Labor Pains                           | 17. Nov. 2013        | 22. Sep. 2014                         | Matthew Faughnan  | Don Payne & Mitchell H. Glazer     |
| 536        | 6         | Silly Simpsony                       | The Kid is All Right                  | 24. Nov. 2013        | 29. Sep. 2014                         | Mark Kirkland     | Tim Long                           |
| 537        | 7         | Global Clowning                      | Yellow Subterfuge                     | 8. Dez. 2013         | 6. Okt. 2014                          | Bob Anderson      | Joel H. Cohen                      |
| 538        | 8         | White Christmas Blues                | White Christmas Blues                 | 15. Dez. 2013        | 10. Nov. 2014                         | Steven Dean Moore | Don Payne                          |
| 539        | 9         | Cinema Piratiso                      | Steal this Episode                    | 5. Jan. 2014         | 13. Okt. 2014                         | Matthew Nastuk    | J. Stewart Burns                   |
| 540        | 10        | Manga Love Story                     | Married to the Blob                   | 12. Jan. 2014        | 20. Okt. 2014                         | Chris Clements    | Tim Long                           |
| 541        | 11        | Enter the Matrix                     | Specs and the City                    | 26. Jan. 2014        | 5. Jan. 2015                          | Lance Kramer      | Brian Kelley                       |
| 542        | 12        | Durch Diggs und dünn                 | Diggs                                 | 9. März 2014         | 12. Jan. 2015                         | Michael Polcino   | Dan Greaney & Allen Glazier        |
| 543        | 13        | Der Herr der Gene                    | The Man Who Grew Too Much             | 9. März 2014         | 19. Jan. 2015                         | Matthew Schofield | Jeff Westbrook                     |
| 544        | 14        | Besuch der alten Herren              | The Winter of his Content             | 16. März 2014        | 26. Jan. 2015                         | Chuck Sheetz      | Kevin Curran                       |
| 545        | 15        | Malen nach Bezahlen                  | The War of Art                        | 23. März 2014        | 2. Feb. 2015                          | Steven Dean Moore | Rob LaZebnik                       |
| 546        | 16        | Homer, die Pfeife                    | You Don’t Have to Live Like a Referee | 30. März 2014        | 9. Feb. 2015                          | Mark Kirkland     | Michael Price                      |
| 547        | 17        | Luca$                                | Luca$                                 | 6. Apr. 2014         | 16. Feb. 2015                         | Chris Clements    | Carolyn Omine                      |
| 548        | 18        | Vorwärts in die Zukunft              | Days of Future Future                 | 13. Apr. 2014        | 23. Feb. 2015                         | Bob Anderson      | J. Stewart Burns                   |
| 549        | 19        | Ihr Kinderlein kommet                | What to Expect When Bart’s Expecting  | 27. Apr. 2014        | 2. März 2015                          | Matthew Nastuk    | John Frink                         |
| 550        | 20        | Auf dänische Steine können Sie bauen | Brick Like Me                         | 4. Mai 2014          | 3. Nov. 2014                          | Matthew Nastuk    | Brian Kelley                       |
| 551        | 21        | Ziemlich beste Freundin              | Pay Pal                               | 11. Mai 2014         | 9. März 2015                          | Michael Polcino   | David H. Steinberg                 |
| 552        | 22        | Feigheit kommt vor dem Fall          | The Yellow Badge of Cowardge          | 18. Mai 2014         | 16. März 2015                         | Timothy Bailey    | Billy Kimball & Ian Maxtone-Graham |

## Staffel 26
Die Erstausstrahlung der 26. Staffel war vom 28. September 2014 bis zum 17. Mai 2015 auf dem US-amerikanischen Sender Fox zu sehen. Die deutschsprachige Erstausstrahlung fand vom 18. August 2015 bis zum 15. März 2016 beim deutschen Free-TV-Sender ProSieben statt.
| Nr. (ges.) | Nr. (St.) | Deutscher Titel                | Originaltitel                 | Erstausstrahlung USA | Deutschsprachige Erstausstrahlung (D) | Regie             | Drehbuch                       |
| ---------- | --------- | ------------------------------ | ----------------------------- | -------------------- | ------------------------------------- | ----------------- | ------------------------------ |
| 553        | 1         | Der traurige Clown             | Clown in the Dumps            | 28. Sep. 2014        | 18. Aug. 2015                         | Steven Dean Moore | Joel H. Cohen                  |
| 554        | 2         | Wir kentern alle in einem Boot | The Wreck of the Relationship | 5. Okt. 2014         | 25. Aug. 2015                         | Chuck Sheetz      | Jeff Westbrook                 |
| 555        | 3         | Super Franchise Me             | Super Franchise Me            | 12. Okt. 2014        | 8. Sep. 2015                          | Mark Kirkland     | Bill Odenkirk                  |
| 556        | 4         | Hölle, Tod und Geister         | Treehouse of Horror XXV       | 19. Okt. 2014        | 27. Okt. 2015                         | Matthew Faughnan  | Stephanie Gillis               |
| 557        | 5         | Fracking, Freude, Eierkuchen   | Opposites A-Frack             | 2. Nov. 2014         | 15. Sep. 2015                         | Matthew Nastuk    | Valentina L. Garza             |
| 558        | 6         | Simpsorama                     | Simpsorama                    | 9. Nov. 2014         | 22. Sep. 2015                         | Bob Anderson      | J. Stewart Burns               |
| 559        | 7         | Fackeln im Sandsturm           | Blazed and Confused           | 16. Nov. 2014        | 29. Sep. 2015                         | Rob Oliver        | Carolyn Omine & William Wright |
| 560        | 8         | Covercraft                     | Covercraft                    | 23. Nov. 2014        | 6. Okt. 2015                          | Steven Dean Moore | Matt Selman                    |
| 561        | 9         | Der Weingeist der Weihnacht    | I Won’t Be Home for Christmas | 7. Dez. 2014         | 3. Nov. 2015                          | Mark Kirkland     | Al Jean                        |
| 562        | 10        | Der Mann, der als Dinner kam   | The Man Who Came To Be Dinner | 4. Jan. 2015         | 13. Okt. 2015                         | David Silverman   | Al Jean & David Mirkin         |
| 563        | 11        | Barts neuer Freund             | Bart’s New Friend             | 11. Jan. 2015        | 20. Okt. 2015                         | Bob Anderson      | Judd Apatow                    |
| 564        | 12        | Der Musk, der vom Himmel fiel  | The Musk Who Fell to Earth    | 25. Jan. 2015        | 5. Jan. 2016                          | Matthew Nastuk    | Neil Campbell                  |
| 565        | 13        | Fett ist fabelhaft             | Walking Big & Tall            | 8. Feb. 2015         | 12. Jan. 2016                         | Chris Clements    | Michael Price                  |
| 566        | 14        | Driving Miss Marge             | My Fare Lady                  | 15. Feb. 2015        | 19. Jan. 2016                         | Michael Polcino   | Marc Wilmore                   |
| 567        | 15        | Ein Herz und eine Krone        | The Princess Guide            | 1. März 2015         | 26. Jan. 2016                         | Timothy Bailey    | Brian Kelley                   |
| 568        | 16        | Sky-Polizei                    | Sky Police                    | 8. März 2015         | 2. Feb. 2016                          | Rob Oliver        | Matt Selman                    |
| 569        | 17        | Warten auf Duffman             | Waiting for Duffman           | 15. März 2015        | 9. Feb. 2016                          | Steven Dean Moore | John Frink                     |
| 570        | 18        | Marge will's wissen            | Peeping Mom                   | 19. Apr. 2015        | 16. Feb. 2016                         | Mark Kirkland     | John Frink                     |
| 571        | 19        | Fight Club                     | The Kids Are All Fight        | 26. Apr. 2015        | 23. Feb. 2016                         | Bob Anderson      | Rob LaZebnik                   |
| 572        | 20        | Air Force Grampa               | Let’s Go Fly A Coot           | 3. Mai 2015          | 1. März 2016                          | Chris Clements    | Jeff Westbrook                 |
| 573        | 21        | Das Schweigen der Rowdys       | Bull-E                        | 10. Mai 2015         | 8. März 2016                          | Lance Kramer      | Tim Long                       |
| 574        | 22        | Eins, zwei oder drei           | Mathlete’s Feat               | 17. Mai 2015         | 15. März 2016                         | Michael Polcino   | Michael Price                  |

## Staffel 27
Die Erstausstrahlung der 27. Staffel war vom 27. September 2015 bis 22. Mai 2016 auf dem US-amerikanischen Sender Fox zu sehen. Die deutschsprachige Erstausstrahlung lief vom 30. August 2016 bis zum 23. Mai 2017 auf dem Free-TV-Sender ProSieben.
| Nr. (ges.) | Nr. (St.) | Deutscher Titel                           | Originaltitel                         | Erstausstrahlung USA | Deutschsprachige Erstausstrahlung (D) | Regie                             | Drehbuch         |
| ---------- | --------- | ----------------------------------------- | ------------------------------------- | -------------------- | ------------------------------------- | --------------------------------- | ---------------- |
| 575        | 1         | Traumwelten                               | Every Man’s Dream                     | 27. Sep. 2015        | 30. Aug. 2016                         | Matthew Nastuk                    | J. Stewart Burns |
| 576        | 2         | Grilling Homer                            | Cue Detective                         | 4. Okt. 2015         | 30. Aug. 2016                         | Timothy Bailey                    | Joel H. Cohen    |
| 577        | 3         | Grauer Dunst                              | Puffless                              | 11. Okt. 2015        | 6. Sep. 2016                          | Rob Oliver                        | J. Stewart Burns |
| 578        | 4         | Horror-Halloween                          | Halloween of Horror                   | 18. Okt. 2015        | 25. Okt. 2016                         | Mike B. Anderson                  | Carolyn Omine    |
| 579        | 5         | Killer und Zilla                          | Treehouse of Horror XXVI              | 25. Okt. 2015        | 8. Nov. 2016                          | Steven Dean Moore                 | Joel H. Cohen    |
| 580        | 6         | Freundin mit gewissen Vorzügen            | Friend with Benefit                   | 8. Nov. 2015         | 13. Sep. 2016                         | Matthew Faughnan                  | Rob LaZebnik     |
| 581        | 7         | Lisa on Broadway                          | Lisa with an ’S’                      | 22. Nov. 2015        | 20. Sep. 2016                         | Bob Anderson                      | Stephanie Gillis |
| 582        | 8         | Wege zum Ruhm                             | Paths of Glory                        | 6. Dez. 2015         | 27. Sep. 2016                         | Steven Dean Moore                 | Michael Ferris   |
| 583        | 9         | Barthood                                  | Barthood                              | 13. Dez. 2015        | 4. Okt. 2016                          | Rob Oliver                        | Dan Greaney      |
| 584        | 10        | Conrad                                    | The Girl Code                         | 3. Jan. 2016         | 11. Okt. 2016                         | Chris Clements                    | Rob LaZebnik     |
| 585        | 11        | Die Milch macht’s                         | Teenage Mutant Milk-Caused Hurdles    | 10. Jan. 2016        | 18. Okt. 2016                         | Timothy Bailey                    | Joel H. Cohen    |
| 586        | 12        | Apucalypse Now                            | Much Apu About Something              | 17. Jan. 2016        | 15. Nov. 2016                         | Bob Anderson                      | Michael Price    |
| 587        | 13        | Liebe liegt in der N2-O2-Ar-CO2-Ne-He-CH4 | Love is in the N2-O2-Ar-CO2-Ne-He-CH4 | 14. Feb. 2016        | 21. März 2017                         | Mark Kirkland                     | John Frink       |
| 588        | 14        | Die Frau im Schrank                       | Gal of Constant Sorrow                | 21. Feb. 2016        | 28. März 2017                         | Matthew Nastuk                    | Carolyn Omine    |
| 589        | 15        | Lisa und das liebe Vieh                   | Lisa the Veterinarian                 | 6. März 2016         | 4. Apr. 2017                          | Steven Dean Moore                 | Dan Vebber       |
| 590        | 16        | Die Marge-Ianer                           | The Marge-ian Chronicles              | 13. März 2016        | 11. Apr. 2017                         | Matthew Faughnan & Chris Clements | Brian Kelley     |
| 591        | 17        | Ein Käfig voller Smithers                 | The Burns Cage                        | 3. Apr. 2016         | 18. Apr. 2017                         | Rob Oliver                        | Rob LaZebnik     |
| 592        | 18        | Die Jazz-Krise                            | How Lisa Got Her Marge Back           | 10. Apr. 2016        | 25. Apr. 2017                         | Bob Anderson                      | Jeff Martin      |
| 593        | 19        | Fland Canyon                              | Fland Canyon                          | 24. Apr. 2016        | 2. Mai 2017                           | Michael Polcino                   | J. Stewart Burns |
| 594        | 20        | Der Kurier, der mich liebte               | To Courier with Love                  | 8. Mai 2016          | 16. Mai 2017                          | Timothy Bailey                    | Bill Odenkirk    |
| 595        | 21        | Simprovisation                            | Simprovised                           | 15. Mai 2016         | 9. Mai 2017                           | Matthew Nastuk                    | John Frink       |
| 596        | 22        | Orange is the New Yellow                  | Orange is the New Yellow              | 22. Mai 2016         | 23. Mai 2017                          | Matthew Faughnan                  | Eric Horsted     |

## Staffel 28
Im Mai 2015 verlängerte Fox die Serie um eine 28. Staffel. Die Ausstrahlung erfolgte vom 25. September 2016 bis zum 21. Mai 2017. Die deutschsprachige Erstausstrahlung fand vom 29. August 2017 bis zum 13. März 2018 auf dem Free-TV-Sender ProSieben statt.
| Nr. (ges.) | Nr. (St.) | Deutscher Titel                   | Originaltitel                | Erstausstrahlung USA | Deutschsprachige Erstausstrahlung (D) | Regie             | Drehbuch                                    |
| ---------- | --------- | --------------------------------- | ---------------------------- | -------------------- | ------------------------------------- | ----------------- | ------------------------------------------- |
| 597        | 1         | Springfield aus der Asche         | Monty Burns’ Fleeing Circus  | 25. Sep. 2016        | 29. Aug. 2017                         | Matthew Nastuk    | Tom Gammill & Max Pross                     |
| 598        | 2         | Die virtuelle Familie             | Friends and Family           | 2. Okt. 2016         | 5. Sep. 2017                          | Lance Kramer      | J. Stewart Burns                            |
| 599        | 3         | Stadt ohne Gnade                  | The Town                     | 9. Okt. 2016         | 12. Sep. 2017                         | Rob Oliver        | Dave King                                   |
| 600        | 4         | Trocken, tot und tödlich          | Treehouse of Horror XXVII    | 16. Okt. 2016        | 19. Sep. 2017                         | Steven Dean Moore | Joel H. Cohen                               |
| 601        | 5         | Fake-News                         | Trust but Clarify            | 23. Okt. 2016        | 26. Sep. 2017                         | Michael Polcino   | Harry Shearer                               |
| 602        | 6         | Mein peinlicher Freund            | There will be Buds           | 6. Nov. 2016         | 10. Okt. 2017                         | Matthew Faughnan  | Matt Selman                                 |
| 603        | 7         | Fidel Grampa                      | Havana Wild Weekend          | 13. Nov. 2016        | 17. Okt. 2017                         | Bob Anderson      | Dan Castellaneta, Deb Lacusta, Peter Tilden |
| 604        | 8         | Affenhilfe                        | Dad Behavior                 | 20. Nov. 2016        | 24. Okt. 2017                         | Steven Dean Moore | Ryan Koh                                    |
| 605        | 9         | Mr. und Mrs. Smithers             | The Last Traction Hero       | 4. Dez. 2016         | 7. Nov. 2017                          | Bob Anderson      | Bill Odenkirk                               |
| 606        | 10        | Krustliche Weihnachten            | The Nightmare after Krustmas | 11. Dez. 2016        | 21. Nov. 2017                         | Rob Oliver        | Jeff Westbrook                              |
| 607        | 11        | Ein Schweinchen namens Propper    | Pork and Burns               | 8. Jan. 2017         | 14. Nov. 2017                         | Matthew Nastuk    | Rob LaZebnik                                |
| 608        | 12        | Der große Phatsby (1): Der Verrat | The Great Phatsby, Part 1    | 15. Jan. 2017        | 2. Jan. 2018                          | Chris Clements    | Dan Greaney                                 |
| 609        | 13        | Der große Phatsby (2): Die Rache  | The Great Phatsby, Part 2    | 15. Jan. 2017        | 2. Jan. 2018                          | Timothy Bailey    | Dan Greaney & Matt Selman                   |
| 610        | 14        | Fettscarraldo                     | Fatzcarraldo                 | 12. Feb. 2017        | 9. Jan. 2018                          | Mark Kirkland     | Michael Price                               |
| 611        | 15        | Homersche Eröffnung               | The Cad and the Hat          | 19. Feb. 2017        | 16. Jan. 2018                         | Steven Dean Moore | Ron Zimmerman                               |
| 612        | 16        | Krise nach Kamp Krusty            | Kamp Krustier                | 5. März 2017         | 23. Jan. 2018                         | Rob Oliver        | David M. Stern                              |
| 613        | 17        | 22 für 30                         | 22 for 30                    | 12. März 2017        | 30. Jan. 2018                         | Chris Clements    | Joel H. Cohen                               |
| 614        | 18        | Der Uhr-Großvater                 | A Father’s Watch             | 19. März 2017        | 6. Feb. 2018                          | Bob Anderson      | Simon Rich                                  |
| 615        | 19        | Homer Academy                     | Caper Chase                  | 2. Apr. 2017         | 13. Feb. 2018                         | Lance Kramer      | Jeff Westbrook                              |
| 616        | 20        | Auf der Suche nach Mr. Goodbart   | Looking for Mr. Goodbart     | 30. Apr. 2017        | 20. Feb. 2018                         | Michael Polcino   | Carolyn Omine                               |
| 617        | 21        | Moho House                        | Moho House                   | 7. Mai 2017          | 6. März 2018                          | Matthew Nastuk    | Jeff Martin                                 |
| 618        | 22        | Dogtown                           | Dogtown                      | 21. Mai 2017         | 13. März 2018                         | Steven Dean Moore | J. Stewart Burns                            |

## Staffel 29
Anfang November 2016 wurde die Serie um eine 29. Staffel verlängert. Die Erstausstrahlung erfolgte vom 1. Oktober 2017 bis zum 20. Mai 2018 auf dem US-amerikanischen Sender Fox. Mit der Folge Forgive and Regret (dt.: Rezeptfrei) brachen Die Simpsons den 43 Jahre alten Rekord der Westernserie Rauchende Colts als die auf einem Drehbuch basierende Serie mit den meisten Episoden. Die deutschsprachige Erstausstrahlung der Folgen 1 bis 15 fand vom 14. August bis zum 20. November 2018 auf dem Free-TV-Sender ProSieben statt. Die restlichen sechs Folgen wurden vom 14. Januar bis zum 11. März 2019 beim österreichischen Free-TV-Sender ORF eins erstgesendet.
| Nr. (ges.) | Nr. (St.) | Deutscher Titel                   | Originaltitel                                    | Erstausstrahlung USA | Deutschsprachige Erstausstrahlung (D/A) | Regie             | Drehbuch                                 |
| ---------- | --------- | --------------------------------- | ------------------------------------------------ | -------------------- | --------------------------------------- | ----------------- | ---------------------------------------- |
| 619        | 1         | Die Sklavsons                     | The Serfsons                                     | 1. Okt. 2017         | 14. Aug. 2018                           | Rob Oliver        | Brian Kelley                             |
| 620        | 2         | Sad Girl                          | Springfield Splendor                             | 8. Okt. 2017         | 21. Aug. 2018                           | Matthew Faughnan  | Tim Long & Miranda Thompson              |
| 621        | 3         | Talent mit Pfiff                  | Whistler’s Father                                | 15. Okt. 2017        | 28. Aug. 2018                           | Matthew Faughnan  | Tom Gammill & Max Pross                  |
| 622        | 4         | Der Exorzismus von Maggie Simpson | Treehouse of Horror XXVIII                       | 22. Okt. 2017        | 30. Okt. 2018                           | Timothy Bailey    | John Frink                               |
| 623        | 5         | Grampa ist ganz Ohr               | Grampy Can Ya Hear Me                            | 5. Nov. 2017         | 4. Sep. 2018                            | Bob Anderson      | Bill Odenkirk                            |
| 624        | 6         | Blau im Amt                       | The Old Blue Mayor She Ain’t What She Used to Be | 12. Nov. 2017        | 11. Sep. 2018                           | Matthew Nastuk    | Tom Gammill & Max Pross                  |
| 625        | 7         | Die Pin Pals                      | Singin’ in the Lane                              | 19. Nov. 2017        | 18. Sep. 2018                           | Michael Polcino   | Ryan Koh                                 |
| 626        | 8         | Lisa legt los                     | Mr. Lisa’s Opus                                  | 3. Dez. 2017         | 25. Sep. 2018                           | Steven Dean Moore | Al Jean                                  |
| 627        | 9         | Gone Boy                          | Gone Boy                                         | 10. Dez. 2017        | 2. Okt. 2018                            | Rob Oliver        | John Frink                               |
| 628        | 10        | Ha-Ha Land                        | Haw-Haw Land                                     | 7. Jan. 2018         | 9. Okt. 2018                            | Bob Anderson      | Tim Long & Miranda Thompson              |
| 629        | 11        | Arche Monty                       | Frink Gets Testy                                 | 14. Jan. 2018        | 16. Okt. 2018                           | Chris Clements    | Dan Vebber                               |
| 630        | 12        | Manacek                           | Homer is Where The Art Isn’t                     | 18. März 2018        | 23. Okt. 2018                           | Timothy Bailey    | Kevin Curran                             |
| 631        | 13        | Doppeltes Einkommen, kinderlos    | 3 Scenes Plus a Tag from a Marriage              | 25. März 2018        | 6. Nov. 2018                            | Matthew Nastuk    | Tom Gammill & Max Pross                  |
| 632        | 14        | Krusty macht ernst                | Fears of a Clown                                 | 1. Apr. 2018         | 13. Nov. 2018                           | Steven Dean Moore | Michael Price                            |
| 633        | 15        | Politisch unkorrekt               | No Good Read Goes Unpunished                     | 8. Apr. 2018         | 20. Nov. 2018                           | Mark Kirkland     | Jeff Westbrook                           |
| 634        | 16        | Der Matratzenkönig                | King Leer                                        | 15. Apr. 2018        | 14. Jan. 2019                           | Chris Clements    | Daniel Furlong & Zach Posner             |
| 635        | 17        | Lisa hat den Blues                | Lisa Gets the Blues                              | 22. Apr. 2018        | 21. Jan. 2019                           | Bob Anderson      | David Silverman & Brian Kelley           |
| 636        | 18        | Rezeptfrei                        | Forgive and Regret                               | 29. Apr. 2018        | 28. Jan. 2019                           | Rob Oliver        | Bill Odenkirk                            |
| 637        | 19        | Links liegen gelassen             | Left Behind                                      | 6. Mai 2018          | 18. Feb. 2019                           | Lance Kramer      | Joel H. Cohen & John Frink Idee: Al Jean |
| 638        | 20        | Dänisches Krankenlager            | Throw Grampa from the Dane                       | 13. Mai 2018         | 4. März 2019                            | Michael Polcino   | Rob LaZebnik                             |
| 639        | 21        | Der Tod steht ihm gut             | Flanders’ Ladder                                 | 20. Mai 2018         | 11. März 2019                           | Matthew Nastuk    | J. Stewart Burns                         |

## Staffel 30
Anfang November 2016 verlängerte Fox die Serie um eine 30. Staffel. Die Erstausstrahlung war vom 30. September 2018 bis zum 12. Mai 2019 auf dem US-amerikanischen Sender Fox zu sehen. Die deutschsprachige Erstausstrahlung der Folgen 1 bis 3 sowie 5 bis 12 fand vom 28. Oktober 2019 bis zum 13. Januar 2020 auf dem deutschen Free-TV-Sender ProSieben statt, ebenso die Erstausstrahlungen der Folgen 19 bis 21 vom 22. bis 29. Juni 2020. Der österreichische Free-TV-Sender ORFeins sendete als deutschsprachige Erstausstrahlung Folge 4 am 31. Oktober 2019, die Folgen 13 bis 18 vom 3. Februar bis zum 9. März 2020 und die Folgen 22 und 23 am 2. und 3. Juli 2020.
Die komplette Staffel wurde zum US-Start von Disney+ am 12. November 2019 zusammen mit der deutschen Synchronisation veröffentlicht. Somit hatten die Folgen, die zum Disney+-Start im D-A-CH-Raum am 24. März 2020 noch nicht auf ProSieben oder ORFeins gelaufen sind, zu diesem Zeitpunkt ihre deutschsprachige Premiere im deutschsprachigen Raum.
| Nr. (ges.) | Nr. (St.) | Deutscher Titel             | Originaltitel                      | Erstausstrahlung USA | Deutschsprachige Erstveröffentlichung (D/A) | Regie             | Drehbuch                                        | Zuschauer (USA) | Prod. Code |
| ---------- | --------- | --------------------------- | ---------------------------------- | -------------------- | ------------------------------------------- | ----------------- | ----------------------------------------------- | --------------- | ---------- |
| 640        | 1         | Bart ist nicht tot          | Bart’s Not Dead                    | 30. Sep. 2018        | 28. Okt. 2019                               | Bob Anderson      | Stephanie Gillis                                | 3,24 Mio.       | XABF19     |
| 641        | 2         | Heartbreak Hotel            | Heartbreak Hotel                   | 7. Okt. 2018         | 28. Okt. 2019                               | Steven Dean Moore | Renee Ridgeley & Matt Selman                    | 4,60 Mio.       | XABF15     |
| 642        | 3         | Himmlische Geschichten      | My Way or the Highway to Heaven    | 14. Okt. 2018        | 11. Nov. 2019                               | Rob Oliver        | Dan Castellaneta, Deb Lacusta & Vince Waldron   | 2,52 Mio.       | XABF17     |
| 643        | 4         | Planet im Nebel             | Treehouse of Horror XXIX           | 21. Okt. 2018        | 31. Okt. 2019                               | Matthew Faughnan  | Joel H. Cohen                                   | 2,95 Mio.       | XABF16     |
| 644        | 5         | Passives Fahren             | Baby You Can’t Drive My Car        | 4. Nov. 2018         | 18. Nov. 2019                               | Timothy Bailey    | Rob LaZebnik                                    | 5,08 Mio.       | XABF18     |
| 645        | 6         | Keine Frau für Moe          | From Russia Without Love           | 11. Nov. 2018        | 25. Nov. 2019                               | Matthew Nastuk    | Michael Ferris                                  | 2,35 Mio.       | XABF20     |
| 646        | 7         | Genderama                   | Werking Mom                        | 18. Nov. 2018        | 2. Dez. 2019                                | Michael Polcino   | Carolyn Omine & Robin Sayers                    | 4,34 Mio.       | XABF21     |
| 647        | 8         | Krusty, der Clown           | Krusty the Clown                   | 25. Nov. 2018        | 9. Dez. 2019                                | Matthew Faughnan  | Ryan Koh                                        | 2,11 Mio.       | XABF22     |
| 648        | 9         | Daddicus Finch              | Daddicus Finch                     | 2. Dez. 2018         | 30. Dez. 2019                               | Steven Dean Moore | Al Jean                                         | 4,33 Mio.       | YABF01     |
| 649        | 10        | Weihnachten in Florida      | ’Tis the 30th Season               | 9. Dez. 2018         | 16. Dez. 2019                               | Lance Kramer      | John Frink & Joel H. Cohen Idee: Jeff Westbrook | 7,53 Mio.       | YABF02     |
| 650        | 11        | Plastiktrauma               | Mad About the Toy                  | 6. Jan. 2019         | 6. Jan. 2020                                | Rob Oliver        | Michael Price                                   | 2,33 Mio.       | YABF03     |
| 651        | 12        | Das Mädchen im Bus          | The Girl on the Bus                | 13. Jan. 2019        | 13. Jan. 2020                               | Chris Clements    | Joel H. Cohen                                   | 8,20 Mio.       | YABF04     |
| 652        | 13        | Fett's Dance                | I’m Dancing as Fat as I Can        | 10. Feb. 2019        | 3. Feb. 2020                                | Matthew Nastuk    | Jane Becker                                     | 1,75 Mio.       | YABF06     |
| 653        | 14        | Projekt Weltraumsand        | The Clown Stays in the Picture     | 17. Feb. 2019        | 10. Feb. 2020                               | Timothy Bailey    | Matt Selman                                     | 2,75 Mio.       | YABF05     |
| 654        | 15        | Der Prozess                 | 101 Mitigations                    | 3. März 2019         | 17. Feb. 2020                               | Mark Kirkland     | Brian Kelley & Dan Vebber Idee: Rob LaZebnik    | 2,25 Mio.       | YABF07     |
| 655        | 16        | Mission Simpossible         | I Want You (She’s So Heavy)        | 10. März 2019        | 24. Feb. 2020                               | Steven Dean Moore | Jeff Westbrook                                  | 2,21 Mio.       | YABF08     |
| 656        | 17        | Friss meine Sports          | E My Sports                        | 17. März 2019        | 2. März 2020                                | Rob Oliver        | Rob LaZebnik                                    | 2,08 Mio.       | YABF09     |
| 657        | 18        | Bart gegen Itchy & Scratchy | Bart vs. Itchy & Scratchy          | 24. März 2019        | 9. März 2020                                | Chris Clements    | Megan Amram                                     | 1,99 Mio.       | YABF10     |
| 658        | 19        | Harmonie vs. Philharmonie   | Girl’s in the Band                 | 31. März 2019        | 24. März 2020                               | Jennifer Moeller  | Nancy Cartwright                                | 2,07 Mio.       | YABF11     |
| 659        | 20        | Oklahoma                    | I’m Just a Girl Who Can’t Say D’oh | 7. Apr. 2019         | 24. März 2020                               | Michael Polcino   | Jeff Martin & Jenna Martin                      | 1,61 Mio.       | YABF12     |
| 660        | 21        | Oh, Kanada                  | D’oh Canada                        | 28. Apr. 2019        | 24. März 2020                               | Matthew Nastuk    | Tim Long & Miranda Thompson                     | 1,93 Mio.       | YABF14     |
| 661        | 22        | Kriminalakte Springfield    | Woo-hoo Dunnit?                    | 5. Mai 2019          | 24. März 2020                               | Steven Dean Moore | Brian Kelley                                    | 1,79 Mio.       | YABF15     |
| 662        | 23        | Kristallblaue Versuchung    | Crystal Blue-Haired Persuasion     | 12. Mai 2019         | 24. März 2020                               | Matthew Faughnan  | Megan Amram                                     | 1,50 Mio.       | YABF16     |

## Staffel 31
Im Februar 2019 verlängerte Fox die Serie um eine 31. Staffel. Die Erstausstrahlung wurde vom 29. September 2019 bis zum 17. Mai 2020 auf dem US-amerikanischen Sender Fox gesendet. Die deutschsprachige Erstausstrahlung der Folgen 1 bis 9 sowie 11 bis 17 fand vom 10. August bis zum 23. November 2020 auf dem deutschen Free-TV-Sender ProSieben statt. Am 27. November 2020 wurde die komplette Staffel auf Disney+ veröffentlicht.
| Nr. (ges.) | Nr. (St.) | Deutscher Titel                                     | Originaltitel                            | Erstausstrahlung USA | Deutschsprachige Erstveröffentlichung (D) | Regie             | Drehbuch                                     | Zuschauer (USA) | Prod. Code |
| ---------- | --------- | --------------------------------------------------- | ---------------------------------------- | -------------------- | ----------------------------------------- | ----------------- | -------------------------------------------- | --------------- | ---------- |
| 663        | 1         | Der Winter unseres monetarisierten Vergnügens       | The Winter of Our Monetized Content      | 29. Sep. 2019        | 10. Aug. 2020                             | Bob Anderson      | Ryan Koh                                     | 2,33 Mio.       | YABF19     |
| 664        | 2         | Der Mentor                                          | Go Big or Go Homer                       | 6. Okt. 2019         | 10. Aug. 2020                             | Matthew Faughnan  | John Frink                                   | 5,63 Mio.       | YABF21     |
| 665        | 3         | San Castellaneta                                    | The Fat Blue Line                        | 13. Okt. 2019        | 17. Aug. 2020                             | Michael Polcino   | Bill Odenkirk                                | 2,13 Mio.       | YABF22     |
| 666        | 4         | Episode 666                                         | Treehouse of Horror XXX                  | 20. Okt. 2019        | 17. Aug. 2020                             | Timothy Bailey    | J. Stewart Burns                             | 5,42 Mio.       | YABF18     |
| 667        | 5         | Gorilla Ahoi!                                       | Gorillas on the Mast                     | 3. Nov. 2019         | 24. Aug. 2020                             | Matthew Nastuk    | Max Cohn                                     | 2,02 Mio.       | YABF20     |
| 668        | 6         | Stammesfehde                                        | Marge the Lumberjill                     | 10. Nov. 2019        | 24. Aug. 2020                             | Rob Oliver        | Ryan Koh                                     | 5,00 Mio.       | ZABF02     |
| 669        | 7         | La Pura Vida                                        | Livin La Pura Vida                       | 17. Nov. 2019        | 12. Okt. 2020                             | Timothy Bailey    | Brian Kelley                                 | 2,08 Mio.       | ZABF03     |
| 670        | 8         | Das perfekte Dinner                                 | Thanksgiving of Horror                   | 24. Nov. 2019        | 12. Okt. 2020                             | Rob Oliver        | Dan Vebber                                   | 5,42 Mio.       | YABF17     |
| 671        | 9         | Mein Todd, mein Todd, warum hast du mich verlassen? | Todd, Todd, Why Hast Thou Foresaken Me?  | 1. Dez. 2019         | 19. Okt. 2020                             | Chris Clements    | Tim Long & Miranda Thompson                  | 1,99 Mio.       | ZABF04     |
| 672        | 10        | Süßer die Glocken nie tingeln                       | Bobby, It’s Cold Outside                 | 15. Dez. 2019        | 27. Nov. 2020                             | Steven Dean Moore | Jeff Westbrook & John Frink                  | 4,97 Mio.       | ZABF01     |
| 673        | 11        | Bitte lächeln!                                      | Hail to the Teeth                        | 5. Jan. 2020         | 19. Okt. 2020                             | Mark Kirkland     | Elisabeth Kiernan Averick                    | 1,81 Mio.       | ZABF05     |
| 674        | 12        | Mensch gegen Maschine                               | The Miseducation of Lisa Simpson         | 16. Feb. 2020        | 26. Okt. 2020                             | Matthew Nastuk    | J. Stewart Burns                             | 1,95 Mio.       | ZABF06     |
| 675        | 13        | Frinkcoin                                           | Frinkcoin                                | 23. Feb. 2020        | 26. Okt. 2020                             | Steven Dean Moore | Rob LaZebnik                                 | 1,84 Mio.       | ZABF07     |
| 676        | 14        | Spoiler Boy                                         | Bart the Bad Guy                         | 1. März 2020         | 9. Nov. 2020                              | Jennifer Moeller  | Dan Vebber                                   | 1,66 Mio.       | ZABF08     |
| 677        | 15        | Bildschirmlos                                       | Screenless                               | 8. März 2020         | 9. Nov. 2020                              | Michael Polcino   | J. Stewart Burns                             | 1,63 Mio.       | ZABF09     |
| 678        | 16        | Die Bart Verschwörung                               | Better Off Ned                           | 15. März 2020        | 23. Nov. 2020                             | Rob Oliver        | Joel H. Cohen & Jeff Westbrook Idee: Al Jean | 1,70 Mio.       | ZABF11     |
| 679        | 17        | Highway to Well                                     | Highway to Well                          | 22. März 2020        | 23. Nov. 2020                             | Chris Clements    | Carolyn Omine                                | 1,66 Mio.       | ZABF10     |
| 680        | 18        | Maggies erste Liebe                                 | The Incredible Lightness of Being a Baby | 19. Apr. 2020        | 27. Nov. 2020                             | Bob Anderson      | Tom Gammill & Max Pross                      | 1,58 Mio.       | YABF13     |
| 681        | 19        | Krieg der Priester (1)                              | Warrin’ Priests (Part 1)                 | 26. Apr. 2020        | 27. Nov. 2020                             | Bob Anderson      | Pete Holmes                                  | 1,35 Mio.       | ZABF12     |
| 682        | 20        | Krieg der Priester (2)                              | Warrin’ Priests (Part 2)                 | 3. Mai 2020          | 27. Nov. 2020                             | Matthew Nastuk    | Pete Holmes                                  | 1,36 Mio.       | ZABF13     |
| 683        | 21        | Erbarmungslos                                       | The Hateful Eight-Year-Olds              | 10. Mai 2020         | 27. Nov. 2020                             | Jennifer Moeller  | Joel H. Cohen                                | 1,40 Mio.       | ZABF14     |
| 684        | 22        | Der Weg des Hundes                                  | The Way of the Dog                       | 17. Mai 2020         | 27. Nov. 2020                             | Matthew Faughnan  | Carolyn Omine                                | 1,89 Mio.       | ZABF16     |

## Staffel 32
Die Erstausstrahlung war vom 27. September 2020 bis zum 23. Mai 2021 auf dem US-amerikanischen Sender Fox zu sehen. Die deutschsprachige Erstausstrahlung war vom 8. Februar bis zum 17. Mai 2021 auf dem deutschen Free-TV-Sender ProSieben zu sehen. Die komplette Staffel wurde am 29. September 2021 auf Disney+ veröffentlicht.
| Nr. (ges.) | Nr. (St.) | Deutscher Titel                                     | Originaltitel                                | Erstausstrahlung USA | Deutschsprachige Erstausstrahlung (D) | Regie              | Drehbuch                                 | Zuschauer (USA) | Prod. Code |
| ---------- | --------- | --------------------------------------------------- | -------------------------------------------- | -------------------- | ------------------------------------- | ------------------ | ---------------------------------------- | --------------- | ---------- |
| 685        | 1         | Undercover Burns                                    | Undercover Burns                             | 27. Sep. 2020        | 8. Feb. 2021                          | Bob Anderson       | David Cryan                              | 4,44 Mio.       | ZABF19     |
| 686        | 2         | Bartigula                                           | I, Carumbus                                  | 4. Okt. 2020         | 15. Feb. 2021                         | Rob Oliver         | Cesar Mazariegos                         | 1,51 Mio.       | ZABF18     |
| 687        | 3         | Kunst ist, wenn man trotzdem lacht                  | Now Museum, Now You Don’t                    | 11. Okt. 2020        | 22. Feb. 2021                         | Timothy Bailey     | Dan Greaney                              | 1,36 Mio.       | ZABF21     |
| 688        | 4         | Saures oder Zeitschleife                            | Treehouse of Horror XXXI                     | 1. Nov. 2020         | 29. Sep. 2021                         | Steven Dean Moore  | Julia Prescott                           | 4,93 Mio.       | ZABF17     |
| 689        | 5         | Das verflixte 7. Bier                               | The 7 Beer Itch                              | 8. Nov. 2020         | 1. März 2021                          | Michael Polcino    | Joel H. Cohen & John Frink Idee: Al Jean | 1,74 Mio.       | ZABF15     |
| 690        | 6         | Podcast News                                        | Podcast News                                 | 15. Nov. 2020        | 8. März 2021                          | Matthew Faughnan   | David X. Cohen                           | 3,50 Mio.       | ZABF22     |
| 691        | 7         | Drei gescheiterte Träume                            | Three Dreams Denied                          | 22. Nov. 2020        | 15. März 2021                         | Steven Dean Moore  | Danielle Weisberg                        | 4,41 Mio.       | QABF02     |
| 692        | 8         | Der lange Weg nach Cincinnati                       | The Road to Cincinnati                       | 29. Nov. 2020        | 22. März 2021                         | Matthew Nastuk     | Jeff Westbrook                           | 1,63 Mio.       | ZABF20     |
| 693        | 9         | Lisa tut es nicht leid                              | Sorry Not Sorry                              | 6. Dez. 2020         | 29. März 2021                         | Rob Oliver         | Nell Scovell                             | 1,66 Mio.       | QABF01     |
| 694        | 10        | Sommer-Weihnacht in Springfield                     | A Springfield Summer Christmas for Christmas | 13. Dez. 2020        | 3. Mai 2021                           | Timothy Bailey     | Jessica Conrad                           | 3,92 Mio.       | QABF03     |
| 695        | 11        | Vorwärts in die Vergangenheit                       | The Dad-Feelings Limited                     | 3. Jan. 2021         | 10. Mai 2021                          | Chris Clements     | Ryan Koh                                 | 1,89 Mio.       | QABF04     |
| 696        | 12        | Das Tagebuch der Mrs. K                             | Diary Queen                                  | 21. Feb. 2021        | 17. Mai 2021                          | Matthew Nastuk     | Jeff Westbrook                           | 1,43 Mio.       | QABF05     |
| 697        | 13        | C.R.E.A.M.                                          | Wad Goals                                    | 28. Feb. 2021        | 29. Sep. 2021                         | Mike Frank Polcino | Brian Kelley                             | 1,24 Mio.       | QABF06     |
| 698        | 14        | Cletus 4 Ever                                       | Yokel Hero                                   | 7. März 2021         | 29. Sep. 2021                         | Rob Oliver         | Jeff Martin & Samantha Martin            | 1,38 Mio.       | QABF07     |
| 699        | 15        | Die Rückkehr der Pizza-Bots                         | Do PizzaBots Dream of Electric Guitars?      | 14. März 2021        | 29. Sep. 2021                         | Jennifer Moeller   | Michael Price                            | 1,43 Mio.       | QABF08     |
| 700        | 16        | Es ist ein Todd entsprungen                         | Manger Things                                | 21. März 2021        | 29. Sep. 2021                         | Steven Dean Moore  | Rob LaZebnik                             | 1,28 Mio.       | QABF09     |
| 701        | 17        | Die weiblichen Verdächtigen                         | Uncut Femmes                                 | 28. März 2021        | 29. Sep. 2021                         | Chris Clements     | Christine Nangle                         | 1,22 Mio.       | QABF10     |
| 702        | 18        | Burger Kings                                        | Burger Kings                                 | 11. Apr. 2021        | 29. Sep. 2021                         | Lance Kramer       | Rob LaZebnik                             | 1,24 Mio.       | QABF11     |
| 703        | 19        | Panik in den Straßen von Springfield                | Panic on the Streets of Springfield          | 18. Apr. 2021        | 29. Sep. 2021                         | Matthew Nastuk     | Tim Long                                 | 1,31 Mio.       | QABF12     |
| 704        | 20        | Die Königin der Staaten                             | Mother and Child Reunion                     | 9. Mai 2021          | 29. Sep. 2021                         | Jennifer Moeller   | J. Stewart Burns                         | 1,11 Mio.       | QABF14     |
| 705        | 21        | Codename G.R.A.M.P.A.                               | The Man from G.R.A.M.P.A.                    | 16. Mai 2021         | 29. Sep. 2021                         | Michael Polcino    | Carolyn Omine                            | 1,06 Mio.       | QABF13     |
| 706        | 22        | Moe Szyslak und das Königreich des Kristallschädels | The Last Barfighter                          | 23. Mai 2021         | 29. Sep. 2021                         | Timothy Bailey     | Dan Vebber                               | 1,02 Mio.       | QABF15     |

## Staffel 33
Die Erstausstrahlung war vom 26. September 2021 bis zum 22. Mai 2022 auf dem US-amerikanischen Sender Fox zu sehen. Die deutschsprachige Erstausstrahlung wurde ab dem 3. Januar 2022 auf dem deutschen Free-TV-Sender ProSieben ausgestrahlt. Am 28. September wurden die restlichen Folgen auf Disney+ veröffentlicht.
| Nr. (ges.) | Nr. (St.) | Deutscher Titel                         | Originaltitel                                                            | Erstausstrahlung USA | Deutschsprachige Erstausstrahlung (D) | Regie              | Drehbuch                       | Zuschauer (USA) | Prod. Code |
| ---------- | --------- | --------------------------------------- | ------------------------------------------------------------------------ | -------------------- | ------------------------------------- | ------------------ | ------------------------------ | --------------- | ---------- |
| 707        | 1         | Millennium-Bug - Das Musical            | The Star of the Backstage                                                | 26. Sep. 2021        | 3. Jan. 2022                          | Rob Oliver         | Elisabeth Kiernan Averick      | 3,48 Mio.       | QABF17     |
| 708        | 2         | Bart ist im Knast                       | Bart’s in Jail                                                           | 3. Okt. 2021         | 10. Jan. 2022                         | Steven Dean Moore  | Nick Dahan                     | 1,48 Mio.       | QABF18     |
| 709        | 3         | A Nightmare on Elm Tree                 | Treehouse of Horror XXXII                                                | 10. Okt. 2021        | 17. Jan. 2022                         | Matthew Faughnan   | John Frink                     | 3,94 Mio.       | QABF16     |
| 710        | 4         | Moe-Zart                                | The Wayz We Were                                                         | 17. Okt. 2021        | 24. Jan. 2022                         | Matthew Nastuk     | Joel H. Cohen                  | 1,51 Mio.       | QABF19     |
| 711        | 5         | Bauchgefühl                             | Lisa's Belly                                                             | 24. Okt. 2021        | 31. Jan. 2022                         | Timothy Bailey     | Juliet Kaufman                 | 1,83 Mio.       | QABF20     |
| 712        | 6         | A Serious Flanders (Teil 1)             | A Serious Flanders (Part 1)                                              | 7. Nov. 2021         | 7. Feb. 2022                          | Debbie Mahan       | Cesar Mazariegos               | 3,47 Mio.       | QABF21     |
| 713        | 7         | A Serious Flanders (Teil 2)             | A Serious Flanders (Part 2)                                              | 14. Nov. 2021        | 14. Feb. 2022                         | Matthew Faughnan   | Cesar Mazariegos               | 1,66 Mio.       | QABF22     |
| 714        | 8         | Porträt eines jungen Lakaien in Flammen | Portrait of a Lackey on Fire                                             | 21. Nov. 2021        | 21. Feb. 2022                         | Steven Dean Moore  | Rob LaZebnik & Johnny LaZebnik | 3,97 Mio.       | UABF01     |
| 715        | 9         | Muttertag                               | Mothers and Other Strangers                                              | 28. Nov. 2021        | 28. Feb. 2022                         | Rob Oliver         | Al Jean                        | 3,61 Mio.       | UABF02     |
| 716        | 10        | Der Pate                                | A Made Maggie                                                            | 19. Dez. 2021        | 7. März 2022                          | Timothy Bailey     | Elisabeth Kiernan Averick      | 3,90 Mio.       | UABF03     |
| 717        | 11        | Football-Mom                            | The Longest Marge                                                        | 2. Jan. 2022         | 14. März 2022                         | Matthew Nastuk     | Brian Kelley                   | 2,02 Mio.       | UABF05     |
| 718        | 12        | Survivor                                | Pixelated and Afraid                                                     | 27. Feb. 2022        | 28. Sep. 2022                         | Chris Clements     | John Frink                     | 1,41 Mio.       | UABF04     |
| 719        | 13        | Boyz N the Highlands                    | Boyz N the Highlands                                                     | 6. März 2022         | 28. Sep. 2022                         | Bob Anderson       | Dan Vebber                     | 1,53 Mio.       | UABF06     |
| 720        | 14        | Das Institut                            | You Won't Believe What This Episode is About - Act Three Will Shock You! | 13. März 2022        | 28. Sep. 2022                         | Jennifer Moeller   | Christine Nangle               | 1,14 Mio.       | UABF07     |
| 721        | 15        | Bartman One                             | Bart the Cool Kid                                                        | 20. März 2022        | 28. Sep. 2022                         | Steven Dean Moore  | Ryan Koh                       | 1,04 Mio.       | UABF08     |
| 722        | 16        | Ich bin Smartacus!                      | Pretty Whittle Liar                                                      | 27. März 2022        | 28. Sep. 2022                         | Mike Frank Polcino | Joel H. Cohen                  | 1,10 Mio.       | UABF09     |
| 723        | 17        | Ausgeblutet                             | The Sound of Bleeding Gums                                               | 10. Apr. 2022        | 28. Sep. 2022                         | Chris Clements     | Loni Steele Sosthand           | 0,95 Mio.       | UABF10     |
| 724        | 18        | Ein kurzer Film über die Liebe          | My Octopus and a Teacher                                                 | 24. Apr. 2022        | 28. Sep. 2022                         | Rob Oliver         | Carolyn Omine                  | 0,97 Mio.       | UABF11     |
| 725        | 19        | Es braut sich was zusammen              | Girls Just Shauna Have Fun                                               | 1. Mai 2022          | 28. Sep. 2022                         | Matthew Nastuk     | Jeff Westbrook                 | 1,03 Mio.       | UABF12     |
| 726        | 20        | Marge, das Monster                      | Marge the Meanie                                                         | 8. Mai 2022          | 28. Sep. 2022                         | Timothy Bailey     | Megan Amram                    | 0,85 Mio.       | UABF15     |
| 727        | 21        | Fleisch ist Mord                        | Meat Is Murder                                                           | 15. Mai 2022         | 28. Sep. 2022                         | Bob Anderson       | Michael Price                  | 1,00 Mio.       | UABF13     |
| 728        | 22        | Armenhaus-Rock                          | Poorhouse Rock                                                           | 22. Mai 2022         | 28. Sep. 2022                         | Jennifer Moeller   | Tim Long                       | 0,93 Mio.       | UABF14     |

## Staffel 34
Die Erstausstrahlung war vom 25. September 2022 bis zum 21. Mai 2023 auf dem US-amerikanischen Sender Fox zu sehen. Die deutschsprachige Erstausstrahlung der ersten vier Episoden wurde vom 4. September bis zum 25. September 2023 auf dem deutschen Free-TV-Sender ProSieben ausgestrahlt. Die nächsten sieben Episoden wurden am 27. September 2023 und die restlichen elf Episoden am 22. November 2023 auf Disney+ veröffentlicht.
| Nr. (ges.) | Nr. (St.) | Deutscher Titel                                       | Originaltitel                                  | Erstausstrahlung USA | Deutschsprachige Erstausstrahlung (D/CH) | Regie               | Drehbuch                              | Zuschauer (USA) | Prod. Code |
| ---------- | --------- | ----------------------------------------------------- | ---------------------------------------------- | -------------------- | ---------------------------------------- | ------------------- | ------------------------------------- | --------------- | ---------- |
| 729        | 1         | Die Schildkrötenverschwörung                          | Habeas Tortoise                                | 25. Sep. 2022        | 4. Sep. 2023                             | Matthew Faughnan    | Broti Gupta                           | 4,15 Mio.       | UABF16     |
| 730        | 2         | Eine sportliche Affäre                                | One Angry Lisa                                 | 2. Okt. 2022         | 11. Sep. 2023                            | Matthew Nastuk      | Jessica Conrad                        | 1,46 Mio.       | UABF19     |
| 731        | 3         | Alles Lüge                                            | Lisa the Boy Scout                             | 9. Okt. 2022         | 18. Sep. 2023                            | Timothy Bailey      | Dan Greaney                           | 3,43 Mio.       | UABF21     |
| 732        | 4         | Daytime-Marge                                         | The King of Nice                               | 16. Okt. 2022        | 25. Sep. 2023                            | Debbie Bruce Mahan  | Jessica Conrad                        | 1,16 Mio.       | UABF20     |
| 733        | 5         | Nicht Es                                              | Not It                                         | 23. Okt. 2022        | 27. Sep. 2023                            | Steven Dean Moore   | Cesar Mazariegos                      | 3,40 Mio.       | UABF17     |
| 734        | 6         | Simpsonsworld                                         | Treehouse of Horror XXXIII                     | 30. Okt. 2022        | 27. Sep. 2023                            | Rob Oliver          | Carolyn Omine, Ryan Koh & Matt Selman | 3,95 Mio.       | UABF18     |
| 735        | 7         | Duff-Dad                                              | From Beer to Paternity                         | 13. Nov. 2022        | 27. Sep. 2023                            | Rob Oliver          | Christine Nangle                      | 4,77 Mio.       | OABF01     |
| 736        | 8         | Der Stiefbruder                                       | Step Brother from the Same Planet              | 20. Nov. 2022        | 27. Sep. 2023                            | Matthew Faughnan    | Dan Vebber                            | 1,21 Mio.       | UABF22     |
| 737        | 9         | Nelson und Lisa                                       | When Nelson Met Lisa                           | 27. Nov. 2022        | 27. Sep. 2023                            | Steven Dean Moore   | Ryan Koh                              | 1,53 Mio.       | OABF02     |
| 738        | 10        | Das Skinner-Bart-System                               | Game Done Changed                              | 4. Dez. 2022         | 27. Sep. 2023                            | Timothy Bailey      | Ryan Koh                              | 1,16 Mio.       | OABF03     |
| 739        | 11        | Top Goon                                              | Top Goon                                       | 11. Dez. 2022        | 27. Sep. 2023                            | Chris Clements      | Joel H. Cohen                         | 3,42 Mio.       | OABF04     |
| 740        | 12        | Mein Leben als Vlog                                   | My Life as a Vlog                              | 1. Jan. 2023         | 22. Nov. 2023                            | Debbie Mahan        | Jessica Conrad                        | 1,02 Mio.       | OABF05     |
| 741        | 13        | The Many Saints of Springfield                        | The Many Saints of Springfield                 | 19. Feb. 2023        | 22. Nov. 2023                            | Bob Anderson        | Al Jean                               | 1,37 Mio.       | OABF06     |
| 742        | 14        | Carl Carlson reitet wieder                            | Carl Carlson Rides Again                       | 26. Feb. 2023        | 22. Nov. 2023                            | Michael Polcino     | Loni Steele Sosthand                  | 1,18 Mio.       | OABF07     |
| 743        | 15        | Bartlos                                               | Bartless                                       | 5. März 2023         | 22. Nov. 2023                            | Rob Oliver          | John Frink                            | 0,93 Mio.       | OABF08     |
| 744        | 16        | Wut im Bauch                                          | Hostile Kirk Place                             | 12. März 2023        | 22. Nov. 2023                            | Steven Dean Moore   | Michael Price                         | 0,77 Mio.       | OABF09     |
| 745        | 17        | Queenpin                                              | Pin Gal                                        | 19. März 2023        | 22. Nov. 2023                            | Chris Clements      | Jeff Westbrook                        | 0,86 Mio.       | OABF10     |
| 746        | 18        | Fan-ilien-Fehde                                       | Fan-ily Feud                                   | 23. Apr. 2023        | 22. Nov. 2023                            | Timothy Bailey      | Broti Gupta                           | 1,00 Mio.       | OABF11     |
| 747        | 19        | Blue-Washing                                          | Write Off This Episode                         | 30. Apr. 2023        | 22. Nov. 2023                            | Matthew Nastuk      | J. Stewart Burns                      | 0,89 Mio.       | OABF12     |
| 748        | 20        | Die kleinen Raupen Nimmersatt                         | The Very Hungry Caterpillars                   | 7. Mai 2023          | 22. Nov. 2023                            | Gabriel DeFrancesco | Brian Kelley                          | 0,82 Mio.       | OABF14     |
| 749        | 21        | Pädagogische Ansichten eines Clowns                   | Clown V. Board of Education                    | 14. Mai 2023         | 22. Nov. 2023                            | Lance Kramer        | Jeff Westbrook                        | 0,77 Mio.       | OABF15     |
| 750        | 22        | Homers unglaubliche Reise durch die Windschutzscheibe | Homer’s Adventure Through the Windshield Glass | 21. Mai 2023         | 22. Nov. 2023                            | Bob Anderson        | Tim Long                              | 0,87 Mio.       | OABF13     |

## Staffel 35
Die Erstausstrahlung war vom 1. Oktober 2023 bis zum 19. Mai 2024 auf dem US-amerikanischen Sender Fox zu sehen. Die deutschsprachige Erstausstrahlung der ersten sechs Episoden wurde vom 23. September bis zum 7. Oktober 2024 auf dem deutschen Free-TV-Sender ProSieben ausgestrahlt. Die komplette Staffel wurde am 9. Oktober 2024 auf Disney+ veröffentlicht.
| Nr. (ges.) | Nr. (St.) | Deutscher Titel               | Originaltitel                       | Erstausstrahlung USA | Deutschsprachige Erstausstrahlung (D) | Regie               | Drehbuch                                    | Zuschauer (USA) | Prod. Code |
| ---------- | --------- | ----------------------------- | ----------------------------------- | -------------------- | ------------------------------------- | ------------------- | ------------------------------------------- | --------------- | ---------- |
| 751        | 1         | Schülerlotse Homer            | Homer’s Crossing                    | 1. Okt. 2023         | 23. Sep. 2024                         | Steven Dean Moore   | Cesar Mazariegos                            | 3,58 Mio.       | OABF18     |
| 752        | 2         | Der Traum vom Erwachsenwerden | A Mid-Childhood’s Night Dream       | 8. Okt. 2023         | 23. Sep. 2024                         | Matthew Faughnan    | Carolyn Omine                               | 1,11 Mio.       | OABF16     |
| 753        | 3         | Lambo-Man                     | McMansion & Wife                    | 22. Okt. 2023        | 30. Sep. 2024                         | Debbie Bruce Mahan  | Dan Vebber                                  | 1,02 Mio.       | OABF20     |
| 754        | 4         | Entsalzt                      | Thirst Trap: A Corporate Love Story | 29. Okt. 2023        | 30. Sep. 2024                         | Timothy Bailey      | Rob LaZebnik                                | 1,06 Mio.       | OABF21     |
| 755        | 5         | Die Homer-Mutation            | Treehouse of Horror XXXIV           | 5. Nov. 2023         | 7. Okt. 2024                          | Rob Oliver          | Jeff Westbrook, Jessica Conrad & Dan Vebber | 4,38 Mio.       | OABF17     |
| 756        | 6         | Ein Freund aus Townsburg      | Iron Marge                          | 12. Nov. 2023        | 7. Okt. 2024                          | Matthew Faughnan    | Mike Scully                                 | 1,92 Mio.       | OABF22     |
| 757        | 7         | Unser kleines Farmhaus        | It’s a Blunderful Life              | 19. Nov. 2023        | 9. Okt. 2024                          | Matthew Nastuk      | Elisabeth Kiernan Averick                   | 1,11 Mio.       | OABF19     |
| 758        | 8         | Liebe unterm Schottenrock     | AE Bonny Romance                    | 3. Dez. 2023         | 9. Okt. 2024                          | Matthew Nastuk      | Michael Price                               | 2,57 Mio.       | 35ABF02    |
| 759        | 9         | Nerd ist ihr Hobby            | Murder, She Boat                    | 17. Dez. 2023        | 9. Okt. 2024                          | Chris Clements      | Broti Gupta                                 | 2,08 Mio.       | 35ABF04    |
| 760        | 10        | Do the Wrong Thing            | Do the Wrong Thing                  | 24. Dez. 2023        | 9. Okt. 2024                          | Rob Oliver          | Joel H. Cohen                               | 5,41 Mio.       | 35ABF01    |
| 761        | 11        | Frinkensteins Monster         | Frinkenstein’s Monster              | 18. Feb. 2024        | 9. Okt. 2024                          | Steven Dean Moore   | Joel H. Cohen                               | 0,76 Mio.       | 35ABF03    |
| 762        | 12        | Lisa bleibt auf der Strecke   | Lisa Gets an F1                     | 25. Feb. 2024        | 9. Okt. 2024                          | Timothy Bailey      | Ryan Koh                                    | 0,87 Mio.       | 35ABF05    |
| 763        | 13        | Cave Mom                      | Clan of the Cave Mom                | 24. März 2024        | 9. Okt. 2024                          | Rob Oliver          | Brian Kelley                                | 0,69 Mio.       | 35ABF06    |
| 764        | 14        | Ein Mops kam in die Küche     | Night of the Living Wage            | 7. Apr. 2024         | 9. Okt. 2024                          | Chris Clements      | Cesar Mazariegos                            | 0,83 Mio.       | 35ABF07    |
| 765        | 15        | Fünf Amigos!                  | Cremains of the Day                 | 21. Apr. 2024        | 9. Okt. 2024                          | Gabriel DeFrancesco | John Frink                                  | 0,97 Mio.       | 35ABF09    |
| 766        | 16        | Diamantenfieber               | The Tell-Tale Pants                 | 5. Mai 2024          | 9. Okt. 2024                          | Steven Dean Moore   | Al Jean                                     | 0,85 Mio.       | 35ABF10    |
| 767        | 17        | Der Rest ist für Sie          | The Tipping Point                   | 12. Mai 2024         | 9. Okt. 2024                          | Matthew Nastuk      | J. Stewart Burns                            | 0,72 Mio.       | 35ABF11    |
| 768        | 18        | Barts Gehirn                  | Bart’s Brain                        | 19. Mai 2024         | 9. Okt. 2024                          | Mike Frank Polcino  | Dan Vebber                                  | 0,62 Mio.       | 35ABF12    |

## Staffel 36
Die Erstausstrahlung war vom 29. September 2024 bis zum 18. Mai 2025 auf dem US-amerikanischen Sender Fox zu sehen.
| Nr. (ges.) | Nr. (St.) | Deutscher Titel                        | Originaltitel                                                | Erstausstrahlung USA | Deutschsprachige Erstausstrahlung (–) | Regie               | Drehbuch                               | Zuschauer (USA) | Prod. Code |
| ---------- | --------- | -------------------------------------- | ------------------------------------------------------------ | -------------------- | ------------------------------------- | ------------------- | -------------------------------------- | --------------- | ---------- |
| 769        | 1         | –                                      | Bart’s Birthday                                              | 29. Sep. 2024        | –                                     | Rob Oliver          | Jessica Conrad                         | 1,08 Mio.       | 35ABF15    |
| 770        | 2         | –                                      | The Yellow Lotus                                             | 6. Okt. 2024         | –                                     | Matthew Faughnan    | Loni Steele Sosthand                   | 0,89 Mio.       | 35ABF08    |
| 771        | 3         | –                                      | Desperately Seeking Lisa                                     | 20. Okt. 2024        | –                                     | Matthew Nastuk      | Tim Long                               | 2,02 Mio.       | 35ABF18    |
| 772        | 4         | –                                      | Shoddy Heat                                                  | 27. Okt. 2024        | –                                     | Gabriel DeFrancesco | Jeff Westbrook                         | 0,98 Mio.       | 35ABF16    |
| 773        | 5         | –                                      | Treehouse of Horror XXXV                                     | 3. Nov. 2024         | –                                     | Timothy Bailey      | Rob LaZebnik, Dan Vebber & Matt Selman | 3,18 Mio.       | 35ABF13    |
| 774        | 6         | –                                      | Women in Shorts                                              | 10. Nov. 2024        | –                                     | Eric Koenig         | Christine Nangle                       | 0,83 Mio.       | 35ABF17    |
| 775        | 7         | –                                      | Treehouse of Horror Presents: Simpsons Wicked This Way Comes | 24. Nov. 2024        | –                                     | Debbie Bruce Mahan  | Jessica Conrad                         | 2,69 Mio.       | 35ABF14    |
| 776        | 8         | –                                      | Convenience Airways                                          | 8. Dez. 2024         | –                                     | Rob Oliver          | Loni Steele Sosthand                   | 1,70 Mio.       | 36ABF01    |
| 777        | 9         | –                                      | Homer and Her Sisters                                        | 15. Dez. 2024        | –                                     | Matthew Nastuk      | Nick Dahan                             | 1,47 Mio.       | 36ABF03    |
| 778        | 10        | Oh ihr Simpsons, freuet euch! (Teil 1) | O C’mon All Ye Faithful Part 1                               | 17. Dez. 2024        | 17. Dez. 2024                         | Debbie Bruce Mahan  | Carolyn Omine                          | –               | 35ABF21    |
| 779        | 11        | Oh ihr Simpsons, freuet euch! (Teil 2) | O C’mon All Ye Faithful Part 2                               | 17. Dez. 2024        | 17. Dez. 2024                         | Matthew Faughnan    | Carolyn Omine                          | –               | 35ABF22    |
| 780        | 12        | –                                      | The Man Who Flew Too Much                                    | 22. Dez. 2024        | –                                     | Steven Dean Moore   | Al Jean                                | 0,91 Mio.       | 35ABF02    |
| 781        | 13        | –                                      | Bottle Episode                                               | 29. Dez. 2024        | –                                     | Gabriel DeFrancesco | Rob LaZebnik & Johnny LaZebnik         | 3,31 Mio.       | 35ABF04    |
| 782        | 14        | The Past and the Furious               | The Past and the Furious                                     | 12. Feb. 2025        | 12. Feb. 2025                         | Michael Polcino     | Rob LaZebnik                           | 0,59 Mio.       | 35ABF19    |
| 783        | 15        | –                                      | The Flandshees of Innersimpson                               | 30. März 2025        | –                                     | Chris Clements      | Dan Vebber                             | 0,62 Mio.       | 36ABF05    |
| 784        | 16        | –                                      | The Last Man Expanding                                       | 6. Apr. 2025         | –                                     | Timothy Bailey      | J. Stewart Burns                       | 0,69 Mio.       | 36ABF06    |
| 785        | 17        | –                                      | P.S., I Hate You                                             | 13. Apr. 2025        | –                                     | Michael Polcino     | Cesar Mazariegos                       | 0,59 Mio.       | 36ABF07    |
| 786        | 18        | Gelber Planet                          | Yellow Planet                                                | 22. Apr. 2025        | 22. Apr. 2025                         | Timothy Bailey      | J. Stewart Burns                       | –               | 36ABF20    |
| 787        | 19        | –                                      | Abe League of Their Moe                                      | 27. Apr. 2025        | –                                     | Rob Oliver          | Joel H. Cohen                          | 0,73 Mio.       | 36ABF08    |
| 788        | 20        | –                                      | Stew Lies                                                    | 4. Mai 2025          | –                                     | Debbie Bruce Mahan  | Broti Gupta                            | 0,63 Mio.       | 36ABF09    |
| 789        | 21        | –                                      | Full Heart, Empty Pool                                       | 11. Mai 2025         | –                                     | Chris Clements      | Jeff Westbrook                         | 0,69 Mio.       | 36ABF10    |
| 790        | 22        | –                                      | Estranger Things                                             | 18. Mai 2025         | –                                     | Matthew Nastuk      | Tim Long                               | –               | 36ABF11    |

## Specials
| Nr. (ges.) | Nr. (St.) | Deutscher Titel | Originaltitel                                           | Zusammenfassung                                                                         | Erstausstrahlung USA | Deutschsprachige Erstausstrahlung (—) | Regie           | Drehbuch                          |
| ---------- | --------- | --------------- | ------------------------------------------------------- | --------------------------------------------------------------------------------------- | -------------------- | ------------------------------------- | --------------- | --------------------------------- |
| 1          | 1         | —               | The Simpsons 20th Anniversary Special – In 3-D! On Ice! | Spezial zum 20. Jubiläum. Eine Dokumentation über das kulturelle Phänomen der Simpsons. | 10. Jan. 2010        | —                                     | Morgan Spurlock | Jeremy Chilnick & Morgan Spurlock |